# Austrália na Segunda Guerra Mundial

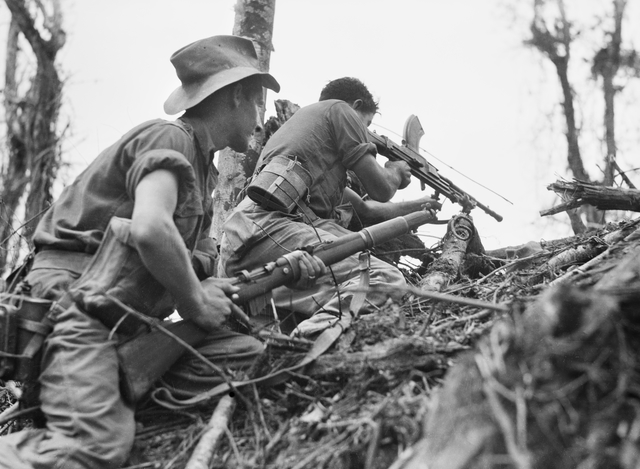
Uma equipe australiana de metralhadoras em ação durante a Campanha Aitape–Wewak, junho de 1945.

A Austrália entrou na Segunda Guerra Mundial em 3 de setembro de 1939, após a aceitação do governo da declaração de guerra do Reino Unido à Alemanha Nazista. Após os ataques contra os países aliados, o governo australiano declarou mais tarde a guerra contra outros membros das potências do Eixo, incluindo o Reino da Itália em 11 de junho de 1940 e o Império do Japão em 8 de dezembro de 1941. No final da guerra, quase um milhão de australianos serviram nas forças armadas, cujas unidades militares lutaram principalmente na Frente Europeia, Campanha Norte-Africana e na Frente do Sudoeste do Pacífico. Além disso, a Austrália sofreu um ataque direto pela primeira vez em sua história pós-colonial. Suas baixas de ação inimiga durante a guerra foram de 27 073 mortos e 23 477 feridos.
As unidades do Exército Australiano foram gradualmente retiradas do Mediterrâneo e da Europa após o início da guerra com o Japão. No entanto, as unidades da Real Força Aérea Australiana e a Marinha Real Australiana continuaram a participar na guerra contra a Alemanha e a Itália. De 1942 até o início de 1944, as forças australianas desempenharam um papel fundamental na Guerra do Pacífico, compondo a maioria das forças aliadas durante grande parte dos combates na Frente do Sudoeste do Pacífico. Enquanto as forças armadas foram largamente relegadas a frentes de subsidiárias a partir de meados de 1944, continuaram as operações ofensivas contra os japoneses até o fim da guerra.
A Segunda Guerra Mundial contribuiu para grandes mudanças na economia do país, militar e política externa. A guerra acelerou o processo de industrialização, levou ao desenvolvimento de um exército em tempo de paz maior e deu início ao processo com o qual a Austrália mudou o foco de sua política externa da Grã-Bretanha para os Estados Unidos. Os efeitos finais da guerra também contribuíram para o desenvolvimento de uma sociedade australiana mais diversificada e cosmopolita.

## Eclosão da guerra

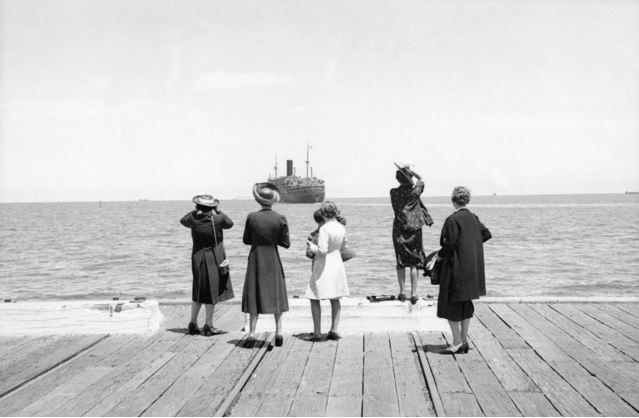
Familiares no cais acenando adeus ao navio de tropas RMS Strathallan transportando a 6.ª Divisão para serviço no exterior. Inclui Jessie Vasey a esposa de George Alan Vasey (segunda da esquerda). A fotografia é especialmente comovente porque George Alan Vasey não sobreviveu à guerra.

Entre a Primeira Guerra Mundial e a Segunda Guerra Mundial, a Austrália sofreu muito com a Grande Depressão, que começou em 1929. Isso limitou as despesas com a defesa australiana e levou a um declínio no tamanho e na efetividade das forças armadas durante a década de 1930. Em 1931, o Estatuto de Westminster concedeu ao governo australiano independência em relações exteriores e defesa. No entanto, a partir de meados da década de 1930, o governo australiano geralmente seguiu a política britânica em relação à Alemanha Nazista, apoiando primeiro o apaziguamento de Hitler e a garantia britânica da independência polonesa.
Em 3 de setembro de 1939, a Grã-Bretanha declarou guerra quando expirou o seu ultimato para a Alemanha se retirar da Polônia. Como o Estatuto de Westminster ainda não havia sido ratificado pelo parlamento australiano, qualquer declaração de guerra do Reino Unido se aplicava à Austrália por padrão. Em alguns outros domínios da Commonwealth, como a África do Sul e o Canadá, houve debates parlamentares intensos antes da declaração de guerra ser aceita. O primeiro-ministro australiano, Robert Menzies, pediu ao governo britânico que notificasse à Alemanha que a Austrália era um associado do Reino Unido. O apoio de Menzies à guerra se baseou na noção de um sistema de defesa imperial, sobre o qual ele acreditava que a Austrália confiava que seria destruída se o Reino Unido fosse derrotado. Esta posição foi geralmente aceita pelo público australiano, embora tenha havido pouco entusiasmo pela guerra.
Na época em que a guerra estourou na Europa, as forças armadas australianas estavam menos preparadas do que no início da Primeira Guerra Mundial, em agosto de 1914. A Marinha Real Australiana, a mais bem preparada dos três ramos, era pequena e tinha apenas dois cruzadores pesados, quatro cruzadores leves, dois sloop-of-war, cinco contratorpedeiros obsoletos e vários navios de guerra pequenos e auxiliares. O Exército Australiano era composto por um pequeno grupo permanente de 3 000 homens e 80 000 militantes de meio período que haviam se voluntariado para o treinamento com as Forças Militares Cidadãs. A Real Força Aérea Australiana, a mais fraca dos ramos, tinha 246 aeronaves, poucas delas modernas. Enquanto o Governo da Commonwealth começou uma grande expansão militar e transferiu algumas tripulações e tripulações da Real Força Aérea Australiana para o controle britânico após a eclosão da guerra, não estava disposto a despachar imediatamente uma força expedicionária para o exterior devido à ameaça representada pela intervenção japonesa.
A primeira ação australiana da guerra ocorreu algumas horas após a declaração de guerra, quando uma canhão no Forte Queenscliff disparou tiros de advertência contra um navio australiano, enquanto tentava sair de Melbourne sem as autorizações exigidas. Em 10 de outubro de 1939, um Short Sunderland do Esquadrão N.º 10, sediado na Inglaterra para reequipamento, se tornou a primeira unidade aérea australiana e a primeira da Força Aérea da Commonwealth a entrar em ação quando empreendeu uma missão na Tunísia.

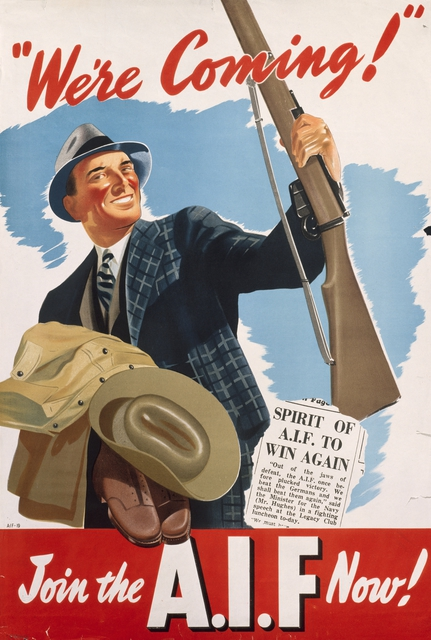
Um cartaz de recrutamento da AIF.

Em 15 de setembro de 1939, Menzies anunciou a formação da Segunda Força Imperial Australiana. Esta força expedicionária consistia inicialmente de 20 000 homens organizados em uma divisão de infantaria (a 6.ª Divisão) e unidades auxiliares. A Força Imperial Australiana era institucionalmente separada da Reserva do Exército Australiano, que estava legalmente restrito ao serviço na Austrália e em seus territórios externos, e era formado pela criação de novas unidades, em vez da transferência de unidades da Reserva do Exército Australiano. Em 15 de novembro, Menzies anunciou a reintrodução do recrutamento para o serviço de defesa em casa, a partir de 1 de janeiro de 1940. O recrutamento para a Força Imperial Australiana foi inicialmente lento, mas um em cada seis homens em idade militar se alistou em março de 1940 e uma enorme onda de voluntários avançou após a queda da França em junho de 1940. Os homens se voluntariaram para o Força Imperial Australiana por uma série de razões, sendo o mais comum o senso de dever de defender a Austrália e o Império Britânico. No início de 1940, cada um dos ramos introduziu regulamentações que proibiam o alistamento de pessoas que não eram "substancialmente de origem europeia"; enquanto estas regulamentações foram rigorosamente aplicadas pela Marinha Real Australiana e pelo Exército Australiano, a Real Força Aérea Australiana continuou a aceitar um pequeno número de australianos não europeus.
As principais unidades da Força Imperial Australiana foram criadas entre 1939 e 1941. A 6.ª Divisão se formou em outubro e novembro de 1939 e embarcou para o Oriente Médio no início de 1940 para completar seu treinamento e receber equipamentos modernos depois que o governo britânico garantiu ao governo australiano que o Império do Japão não representava uma ameaça imediata. A divisão tinha a intenção de se juntar à Força Expedicionária Britânica na França quando seus preparativos estavam completos, mas isso não aconteceu, já que as forças do Eixo conquistaram a França antes que a divisão estivesse pronta. Outras três divisões de infantaria da Força Imperial Australiana (7.ª Divisão, 8.ª Divisão e 9.ª Divisão) foram criadas no primeiro semestre de 1940, bem como um quartel-general (I Corpo) e numerosas unidades de apoio e serviço. Todas essas divisões e a maioria era de unidades de suporte implantadas no exterior durante 1940 e 1941. Uma divisão blindada da Força Imperial Australiana (a 1.ª Divisão Blindada) também foi criada no início de 1941, mas nunca saiu da Austrália.
Embora o governo planejasse inicialmente mobilizar toda a Real Força Aérea Australiana no exterior, mais tarde decidiu concentrar os recursos da força no treinamento da tripulação aérea para facilitar uma expansão massiva da força aérea da Commonwealth. No final de 1939, a Austrália e os outros domínios estabeleceram o Esquema de Treinamento Aéreo do Império para treinar um grande número de homens para o serviço na Força Aérea Real Britânica e em outras unidades aéreas da Commonwealth. Quase 28 000 australianos eventualmente treinaram através do Esquema de Treinamento Aéreo do Império em escolas na Austrália, Canadá e na Rodésia. Enquanto muitos desses homens foram colocados em esquadrões australianos do Artigo XV, a maioria serviu com esquadrões britânicos e outros esquadrões do Domínio. Além disso, esses esquadrões nominalmente "australianos" não estavam sob o controle da Real Força Aérea Australiana e os australianos constituíam uma minoria de aviadores. Como o governo australiano não tinha controle efetivo sobre as instalações de aviadores treinados através do Esquema de Treinamento Aéreo do Império, a maioria dos historiadores australianos considera o esquema como tendo prejudicado o desenvolvimento da capacidade de defesa da Austrália. Não obstante, os pilotos da Real Força Aérea Australiana formados através do Esquema de Treinamento Aéreo do Império representaram cerca de nove por cento de todas as tripulações que lutaram pela Força Aérea Real Britânica nas frentes europeias e mediterrânicos e deram uma importante contribuição para as operações dos Aliados.

## Norte da África, Mediterrâneo e Oriente Médio
Durante os primeiros anos da Segunda Guerra Mundial, a estratégia militar da Austrália estava estreitamente alinhada com a do Reino Unido. Em consonância com isso, a maioria das unidades militares australianas implantadas no exterior em 1940 e 1941 foram enviadas para o Mediterrâneo e Oriente Médio, onde formaram uma parte fundamental das forças da Commonwealth na área. As três divisões de infantaria da Força Imperial Australiana enviadas ao Oriente Médio tiveram ampla ação, assim como os esquadrões e navios de guerra da Real Força Aérea Australiana nesta frente.

### Norte da África

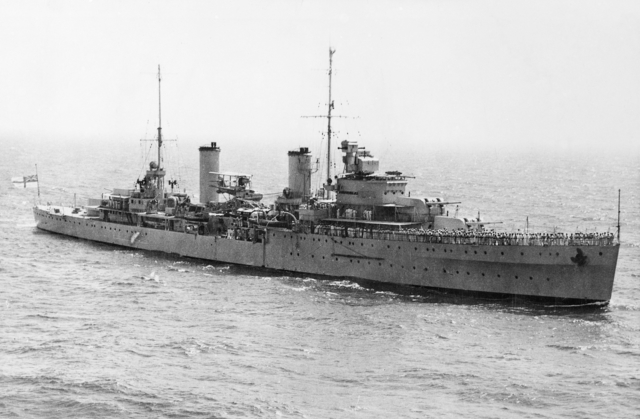
HMAS Sydney em 1940.

A Marinha Real Australiana se tornou o primeiro dos serviços australianos a atuar na frente do Mediterrâneo. Na época em que a Itália entrou na guerra, em 10 de junho de 1940, a Marinha Real Australiana tinha um único cruzador HMAS Sydney e os cinco velhos contratorpedeiros chamados de "Flotilha de Ferro Velho" em Alexandria, com a Frota do Mediterrâneo no Mediterrâneo. Durante os primeiros dias da Batalha do Mediterrâneo, HMAS Sydney afundou um contratorpedeiro italiano e um submarino. A Frota do Mediterrâneo manteve um ritmo operacional elevado e, em 19 de julho, HMAS Sydney, com um esquadrão de contratorpedeiros britânicos em companhia, se em engajou com os cruzadores leves italianos Bartolomeo Colleoni e Giovanni delle Bande Nere na Batalha do Cabo Spada. Na batalha que se seguiu, Bartolomeo Colleoni foi afundado. Os navios australianos passaram grande parte do tempo no mar ao longo de 1940. A navio irmão de HMAS Sydney, HMAS Perth, a aliviou em fevereiro de 1941.
O Exército Australiano se viu pela primeira vez uma ação na Operação Compasso, a bem-sucedida ofensiva da Commonwealth no Norte da África, que ocorreu entre dezembro de 1940 e fevereiro de 1941. A 6.ª Divisão dispensou a 4.ª Divisão Indiana em 14 de dezembro. Embora a 6ª Divisão não estivesse totalmente equipada, havia completado seu treinamento e recebeu a tarefa de capturar fortalezas italianas contornadas pela 7.ª Divisão Blindada Britânica durante seu avanço.

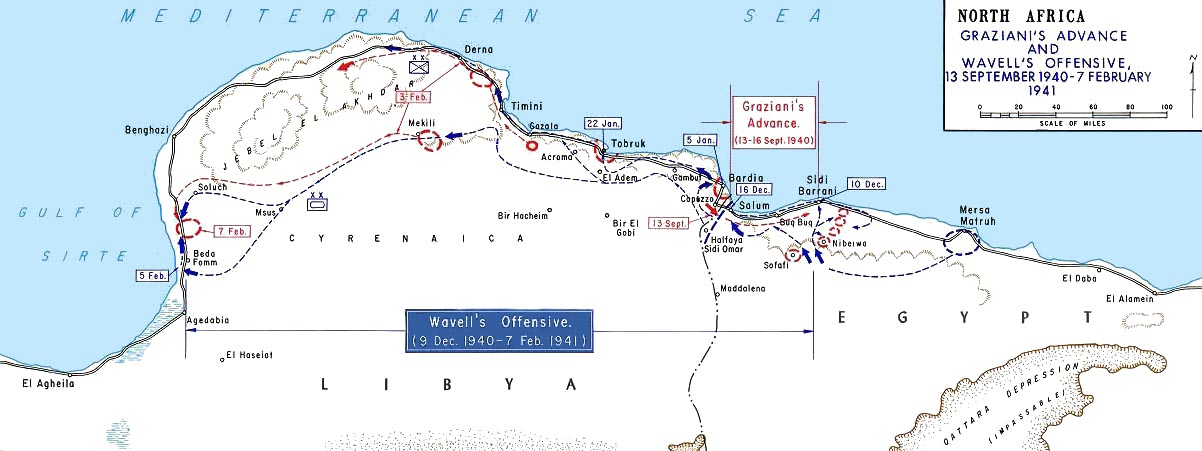
Mapa do Norte da África mostrando o progresso da Operação Compasso e locais estratégicos.

A 6.ª Divisão entrou em ação em Bardia em 3 de janeiro de 1941. Embora uma força italiana maior manejasse a fortaleza, com o apoio de tanques e artilharia britânicos, a infantaria australiana rapidamente penetrou nas linhas defensivas. A maioria das forças italianas se rendeu em 5 de janeiro e os australianos levaram 40 000 prisioneiros. A 6.ª Divisão acompanhou este sucesso atacando a fortaleza de Tobruque em 21 de janeiro. Tobruque foi garantida no dia seguinte, com 25 000 prisioneiros italianos tomados. A 6.ª Divisão posteriormente foi para o oeste ao longo da estrada da costa de Cirenaica e capturou Bengasi em 4 de fevereiro. A 6.ª Divisão se retirou para ser enviada à Grécia no final de fevereiro e foi substituída pela 9.ª Divisão, que não foi testada, e que assumiu funções de guarnição em Cirenaica.
Na última semana de março de 1941, uma força liderada pelos alemães lançou uma ofensiva em Cirenaica que rapidamente derrotou as forças aliadas na área, forçando uma retirada geral para o Egito em abril de 1941. A 9.ª Divisão formou a retaguarda desta retirada e, em 6 de abril, foi ordenada a defender a importante cidade portuária de Tobruque durante pelo menos dois meses. Durante o Cerco de Tobruque, a 9.ª Divisão, reforçada pela 18.ª Brigada da 7.ª Divisão e pela artilharia britânica e regimentos blindados, usou fortificações, patrulhamento agressivo e artilharia para conter e derrotar repetidos ataques de blindados da infantaria alemã. A Frota do Mediterrâneo sustentou os defensores de Tobruque, e os velhos contratorpedeiros australianos fizeram repetidas operações de "abastecimento" no porto. HMAS Waterhen e HMAS Parramatta foram afundados durante essas operações. A pedido do governo australiano, a maior parte da 9.ª Divisão foi retirada de Tobruque em setembro e outubro de 1941 e foi substituída pela 70ª Divisão de Infantaria Britânica. O 2.º/13.º Batalhão foi forçado a permanecer em Tobruque até que o cerco foi levantado em dezembro, quando o comboio que o evacuava foi atacado. A defesa de Tobruque custou às unidades australianas cerca de 3 009 baixas, incluindo 832 mortos e 941 prisioneiros.
Dois esquadrões de caças australianos também participaram dos combates no norte da África. N.º 239 Wing, uma unidade equipada com Curtiss P-40 na Força Aérea do Deserto, era dominada por australianos, na forma de dois esquadrões da Real Força Aérea Australiana, Esquadrão N.º 3 e Esquadrão N.º 450, e numerosos australianos individuais serviram nos esquadrões da Força Aérea Real Britânica. Estes dois esquadrões diferiam dos outros esquadrões da Real Força Aérea Australiana no Mediterrâneo, na medida em que eram compostos predominantemente por pessoal de terra e pilotos australianos; as outras unidades da Real Força Aérea Australiana tinham equipes de terra formadas principalmente por pessoal da Força Aérea Real Britânica.

### Grécia, Creta e Líbano

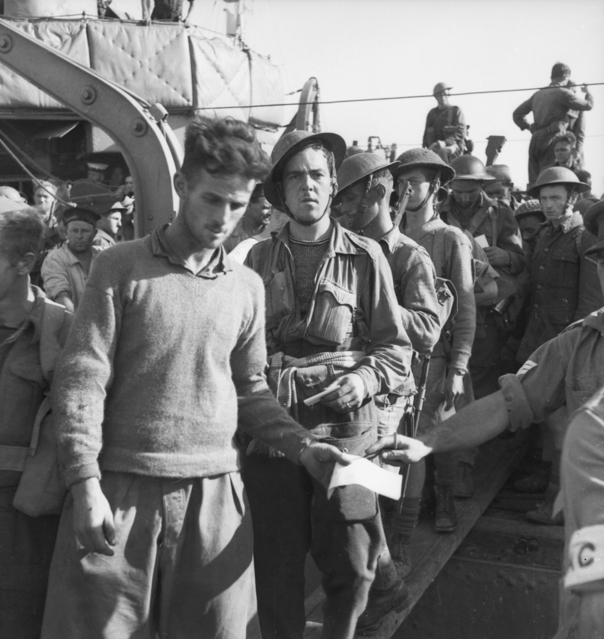
Tropas australianas desembarcam em Alexandria após serem evacuados da Grécia.

No início de 1941, a 6.ª Divisão e o quartel-general do I Corpo participaram da malfadada expedição aliada para defender a Grécia de uma invasão alemã. O comandante do corpo de exército, o tenente-general Thomas Blamey e o primeiro-ministro Menzies consideraram a operação como arriscada, mas concordaram com o envolvimento australiano depois que o governo britânico lhes forneceu instruções que deliberadamente subestimavam a chance de derrota. A força aliada mobilizada para a Grécia era muito menor do que a força alemã na região e a defesa do país estava comprometida por inconsistências entre os planos grego e aliado.
Tropas australianas chegaram à Grécia em março e ocuparam posições defensivas no norte do país, ao lado de unidades britânicas, neozelandesas e gregas. O Perth também fazia parte da força naval que protegia os comboios das tropas aliadas que viajavam para a Grécia e participaram da Batalha do Cabo Tênaro no final de março. A força aliada em menor número não foi capaz de deter os alemães quando eles invadiram em 6 de abril e foi forçada a recuar. Os australianos e outras unidades aliadas conduziram uma luta contra a retirada das suas posições iniciais e foram evacuados do sul da Grécia entre 24 de abril e 1 de maio. Navios de guerra australianos também fizeram parte da força que protegia a evacuação e embarcaram centenas de soldados dos portos gregos. A 6.ª Divisão sofreu pesadas baixas nesta campanha, com 320 homens mortos e 2 030 capturados.
Enquanto a maior parte da 6.ª Divisão retornou ao Egito, o Grupo da 19.ª Brigada e dois batalhões de infantaria provisórios desembarcaram em Creta, onde formaram uma parte fundamental das defesas da ilha. A 19.ª Brigada foi inicialmente bem-sucedida em manter suas posições quando os paraquedistas alemães desembarcaram em 20 de maio, mas foi gradualmente forçada a recuar. Depois que vários campos de pouso importantes foram perdidos, os Aliados evacuaram a guarnição da ilha. Aproximadamente 3 000 australianos, incluindo todo o 2.°/7.° Batalhão de Infantaria, não puderam ser evacuados e foram feitos prisioneiros. Como resultado de suas pesadas baixas, a 6.ª Divisão exigiu reforços e equipamentos substanciais antes de estar novamente pronta para o combate. O Perth e os novos contratorpedeiros Napier e Nizam também participaram das operações em Creta, com o Perth embarcando soldados na evacuação para o Egito.

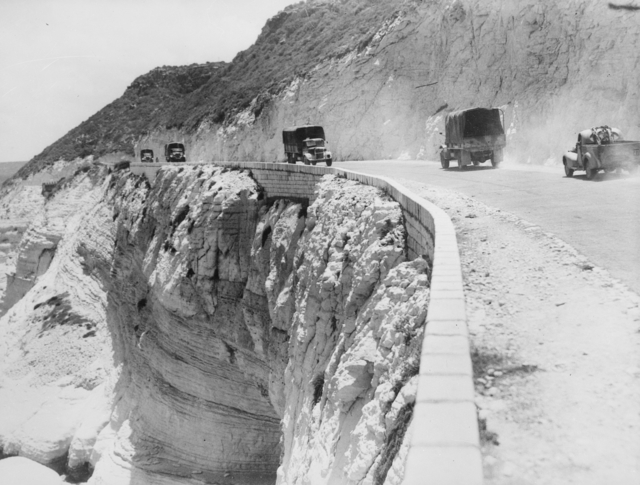
Caminhões de transporte do Exército Australiano se movem ao longo da estrada costeira no Líbano durante a Campanha da Síria-Líbano.

A derrota dos aliados durante a campanha grega indiretamente contribuiu para uma mudança de governo na Austrália. A liderança do primeiro-ministro Menzies foi enfraquecida pelo longo período que ele passou na Grã-Bretanha no início de 1941, e as altas perdas australianas na Campanha Grega levaram muitos membros de seu Partido da Austrália Unida. O partido concluiu que ele não era capaz de liderar o movimento do esforço de guerra australiano. Menzies renunciou em 26 de agosto depois de perder a confiança do seu partido e foi substituído por Arthur Fadden do Partido Country, que era o parceiro de coligação do Partido da Austrália Unida. O governo de Fadden entrou em colapso no dia 3 de outubro e foi substituído por um governo do Partido Trabalhista Australiano sob a liderança de John Curtin.
A 7.ª Divisão e a 17.ª Brigada da 6.ª Divisão formaram uma parte fundamental das forças terrestres aliadas durante a Campanha da Síria-Líbano, que foi travada contra as forças da França de Vichy em junho e julho de 1941. Aviões da Real Força Aérea Australiana também se juntaram à Força Aérea Real Britânica no fornecimento de apoio aéreo aproximado. A força australiana entrou no Líbano em 8 de junho e avançou ao longo da estrada da costa e do vale do Rio Litani. Embora pouca resistência fosse esperada, as forças de Vichy montaram uma forte defesa que fez bom uso do terreno montanhoso. Depois que o ataque dos Aliados foi atacado, reforços foram trazidos e a sede do I Corpo da Austrália assumiu o comando da operação em 18 de junho. Essas mudanças permitiram que os Aliados dominassem as forças francesas e a 7.ª Divisão entrou em Beirute em 12 de julho. A perda de Beirute e um avanço britânico na Síria levaram o comandante de Vichy a buscar um armistício e a campanha terminou em 13 de julho.

### El Alamein

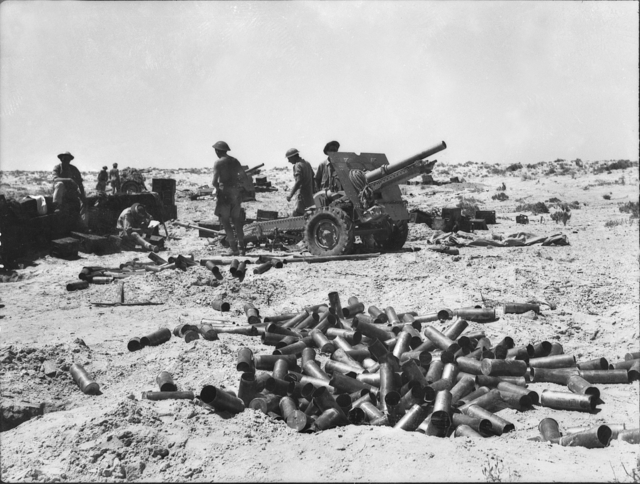
Armas do 2.°/8.° Regimento de Campo em El Alamein em julho de 1942.

Na segunda metade de 1941, o I Corpo australiano se concentrou na Síria e no Líbano para reconstruir sua força e se preparar para novas operações no Oriente Médio. Após a eclosão da guerra no Pacífico, a maioria dos elementos do Corpo, incluindo as 6.ª a e 7.ª Divisões, retornaram à Austrália no início de 1942 para combater a ameaça japonesa percebida. O governo australiano concordou com pedidos britânicos e norte-americanos para manter temporariamente a 9.ª Divisão no Oriente Médio em troca do envio de tropas adicionais norte-americanas para a Austrália e do apoio da Grã-Bretanha a uma proposta para expandir a Real Força Aérea Australiana para 73 esquadrões. O governo não pretendia que a 9.ª Divisão desempenhasse um papel importante no combate ativo, e não foram enviados mais reforços. Todos os navios da Marinha Real Australiana no Mediterrâneo também foram retirados para o Pacífico, mas a maioria das unidades da Real Força Aérea Australiana no Oriente Médio permaneceu na frente.
Em junho de 1942, quatro contratorpedeiros australianos da classe N foram transferidos para o Mediterrâneo a partir do Oceano Índico para participar da Operação Vigorous, que era uma tentativa de abastecer a ilha sitiada de Malta do Egito. Esta operação terminou em fracasso, e Nestor teve que ser afundado em 16 de junho após ser bombardeado no dia anterior. Após esta operação, três contratorpedeiros sobreviventes retornaram ao Oceano Índico.
Em meados de 1942, as forças do Eixo derrotaram a força da Commonwealth na Líbia e avançaram para o noroeste do Egito. Em junho, o 8.º Exército Britânico se posicionou a pouco mais de 100 km a oeste de Alexandria, no ramal ferroviário de El Alamein, e a 9.ª Divisão foi levada adiante para reforçar essa posição. Os elementos principais da divisão chegaram à El Alamein em 6 de julho e a divisão foi designada a seção mais ao norte da linha defensiva da Commonwealth. A 9.ª Divisão desempenhou um papel significativo na Primeira Batalha de El Alamein, que interrompeu o avanço do Eixo, embora ao custo de pesadas baixas, incluindo todo o 2.°/28.° Batalhão de Infantaria, que foi forçado a se render em 27 de julho. Após esta batalha, a divisão permaneceu no extremo norte da linha de El Alamein e lançou ataques diversionistas durante a Batalha de Alam Halfa no início de setembro.
Em outubro de 1942, a 9.ª Divisão e os esquadrões da Real Força Aérea Australiana na área participaram da Segunda Batalha de El Alamein. Após um longo período de preparação, o 8.º Exército Britânico lançou sua grande ofensiva em 23 de outubro. A 9.ª Divisão estava envolvida em alguns dos combates mais pesados da batalha, e seu avanço na área da costa conseguiu afastar forças alemãs suficientes para a 2.ª Divisão da Nova Zelândia, fortemente reforçada, quebrar decisivamente as linhas do Eixo na noite de 1/2 de novembro. A 9.ª Divisão sofreu um grande número de baixas durante esta batalha e não participou da perseguição das forças do Eixo em retirada. Durante a batalha, o governo australiano solicitou que a divisão fosse devolvida à Austrália, uma vez que não era possível fornecer reforços suficientes para sustentá-la, e isso foi acordado pelos governos britânico e norte-americano no final de novembro. A 9.ª Divisão deixou o Egito para a Austrália em janeiro de 1943, acabando com o envolvimento da Força Imperial Australiana na guerra do norte da África.

### Tunísia, Sicília e Itália
Embora a Segunda Batalha de El Alamein tenha marcado o fim de um importante papel da Austrália no Mediterrâneo, várias unidades da Real Força Aérea Australiana e centenas de australianos ligados às forças da Commonwealth permaneceram na área até o final da guerra. Após a retirada da 9ª Divisão, a Austrália continuou a ser representada no norte da África por vários esquadrões da Real Força Aérea Australiana que apoiaram o avanço do 8.º Exército através da Líbia e a subsequente Campanha da Tunísia. Dois contratorpedeiros australianos (Quiberon e Quickmatch) também participaram dos desembarques aliados no norte da África em novembro de 1942.

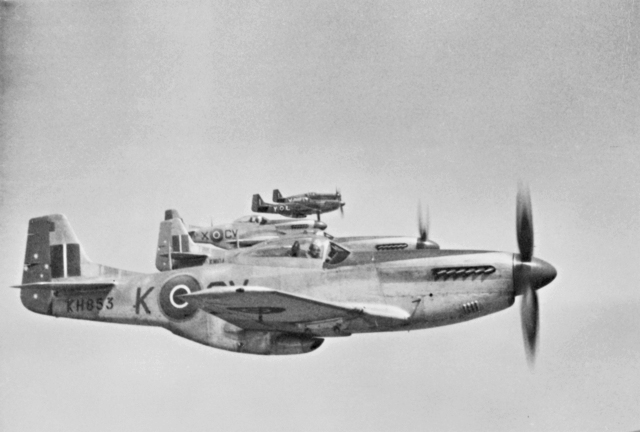
Caças P-51 Mustang do Esquadrão N.º 3 retornam de uma incursão no norte da Itália em maio de 1945.

A Austrália desempenhou um pequeno papel na Campanha da Itália. A Marinha Real Australiana retornou ao Mediterrâneo entre maio e novembro de 1943, quando oito corvetas da classe Bathurst foram transferidas da Frota Oriental Britânica para a Frota do Mediterrâneo para proteger a força de invasão durante a Invasão aliada da Sicília. As corvetas também escoltaram comboios no Mediterrâneo ocidental antes de retornar à Frota Oriental Britânica. N.º 239 Wing e quatro esquadrões australianos do Artigo XV também participaram da Campanha da Sicília, voando de bases na Tunísia, Malta, norte da África e Sicília. N.º 239 Wing, subsequentemente forneceu apoio aéreo para a Invasão Aliada da Itália em setembro de 1943 e se mudou para o continente no meio daquele mês. Os dois esquadrões de bombardeiros australianos forneceram apoio aéreo aproximado aos exércitos aliados e atacaram linhas de suprimento alemãs até o final da guerra. O Esquadrão N.º 454 também foi enviado para a Itália a partir de agosto de 1944 e centenas de australianos serviram nas unidades da Força Aérea Real Britânica durante a campanha.
A Real Força Aérea Australiana também participou de outras operações aliadas no Mediterrâneo. Dois esquadrões da Real Força Aérea Australiana, o Esquadrão N.º 451 (Spitfires) e o Esquadrão N.º 458 (Wellingtons), apoiaram a invasão aliada do sul da França em agosto de 1944. O Esquadrão N.º 451 foi baseado no sul da França no final de agosto e setembro e quando a operação terminou, ambos os esquadrões foram transferidos para a Itália, embora o Esquadrão N.º 451 tenha sido transferido para a Grã-Bretanha em dezembro. O Esquadrão N.º 459 foi baseado no leste do Mediterrâneo até os últimos meses da guerra na Europa e atacou alvos alemães na Grécia e no Mar Egeu. Além disso, 150 australianos serviram com a Força Aérea dos Balcãs, principalmente no Esquadrão N.º 148 da Força Aérea Real Britânica. Este esquadrão de deveres especiais deixou homens e suprimentos para guerrilheiros na Iugoslávia e tentou abastecer o Exército Doméstico Polonês durante a Revolta de Varsóvia em 1944.

## Grã-Bretanha e a Europa Ocidental

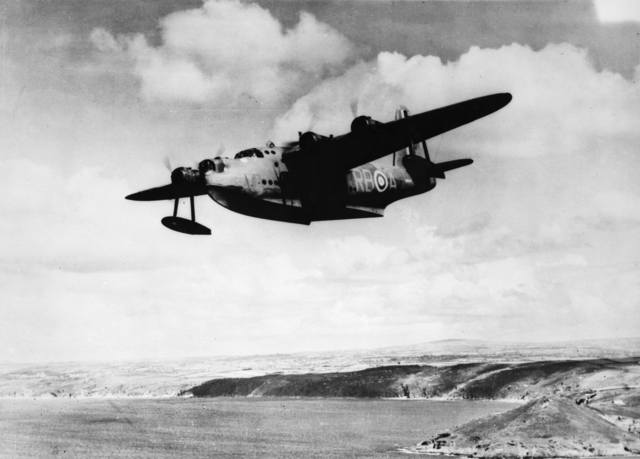
Esquadrão N.º 10 de Sunderland partindo para uma patrulha sobre o Atlântico em 1941.

Enquanto a maioria dos militares australianos lutou na Frente Ocidental na França durante a Primeira Guerra Mundial, relativamente poucos australianos lutaram na Europa durante a Segunda Guerra Mundial. A Real Força Aérea Australiana, incluindo milhares de australianos afiliados às unidades britânicas, contribuíram significativamente para o bombardeio estratégico da Alemanha e os esforços para salvaguardar as embarcações aliadas no Atlântico. Os outros serviços fizeram contribuições menores, com duas brigadas do exército se baseando brevemente na Grã-Bretanha no final de 1940 e vários dos navios de guerra da Marinha Real Australiana servindo no Atlântico.

### Defesa da Grã-Bretanha
Os australianos participaram da defesa da Grã-Bretanha durante a guerra. Mais de 100 aviadores australianos lutaram com a Força Aérea Real Britânica durante a Batalha da Grã-Bretanha em 1940, incluindo mais de 30 pilotos de caça. Duas brigadas da Força Imperial Australiana (18 e 25) também estavam estacionadas na Grã-Bretanha de junho de 1940 a janeiro de 1941 e faziam parte da reserva móvel britânica que teria respondido a qualquer desembarque alemão. Um grupo florestal do Exército Australiano serviu na Grã-Bretanha entre 1940 e 1943. Vários esquadrões de caças australianos também foram formados na Grã-Bretanha durante 1941 e 1942 e contribuíram para defender o país de ataques aéreos alemães e, a partir de meados de 1944, de bombas voadoras V-1.
A Real Força Aérea Australiana e a Marinha Real Australiana participaram da Batalha do Atlântico. O Esquadrão N.º 10, sediado na Grã-Bretanha no início da guerra para receber seus hidroaviões Short Sunderland, permaneceu lá durante todo o conflito como parte do Comando Costeiro da Força Aérea Real Britânica. Foi acompanhado pelo Esquadrão N.º 461 em abril de 1942, também equipado com Short Sunderland. Esses esquadrões escoltaram os comboios aliados e afundaram 12 U-Boots. O Esquadrão N.º 455 também fazia parte do Comando Costeiro de abril de 1942 como um esquadrão antiexpedição equipado com bombardeiros leves. Nesse papel, o esquadrão fez um desdobramento incomum na base aérea de Vaenga, na União Soviética, em setembro de 1942, para proteger o comboio QP 18. Pilotos australianos também serviram nos esquadrões do Comando Costeiro da Força Aérea Real Britânica. Além da contribuição da Real Força Aérea Australiana, vários dos cruzadores e contratorpedeiros da Marinha Real Australiana escoltaram os navios no Atlântico e no Caribe e centenas de marinheiros da Marinha Real Australiana serviram a bordo dos navios da Marinha Real Britânica no Atlântico durante a guerra.

### Guerra aérea sobre a Europa
O papel da Real Força Aérea Australiana na ofensiva aérea estratégica na Europa formou a principal contribuição da Austrália para a derrota da Alemanha. Aproximadamente 13 000 aviadores australianos serviram em dezenas de esquadrões britânicos e cinco australianos no Comando de Bombardeiros da Força Aérea Real Britânica entre 1940 e o final da guerra. Não houve uma contribuição distintiva australiana para esta campanha, no entanto, como a maioria dos australianos serviu em esquadrões britânicos e os esquadrões de bombardeiros australianos eram parte das unidades da Força Aérea Real Britânica.

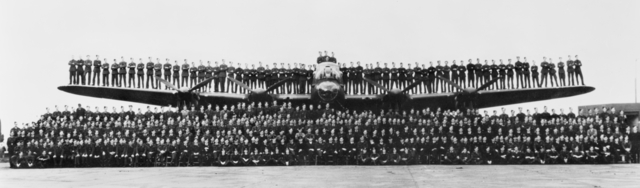
Membros do Esquadrão N.º 460 e do bombardeiro Lancaster G para George em agosto de 1943.

A grande maioria das tripulações australianas no Comando de Bombardeiros eram formadas pelo Esquema de Treinamento Aéreo do Império. Esses homens não estavam concentrados em unidades australianas e, em vez disso, eram frequentemente enviados ao esquadrão da Commonwealth com a maior necessidade de pessoal, onde se tornavam parte de uma tripulação de bombardeiros multinacionais. Cinco esquadrões de bombardeiros pesados australianos (N.º 460, N.º 462, N.º 463, N.º 466 e N.º 467) foram formados no Comando de Bombardeiros entre 1941 e 1945, no entanto, e a proporção de australianos nessas unidades aumentou ao longo do tempo. O esquadrão N.º 464, que foi equipado com bombardeiros leves, também foi formado como parte do Comando de Bombardeiros, mas foi transferido para a Segunda Força Aérea Tática em junho de 1943, onde continuou a atacar alvos na Europa. Diferentemente do Canadá, que concentrou seus esquadrões de bombardeiros pesados no Grupo N.º 6 da Real Força Aérea Canadense em 1943, os esquadrões da Real Força Aérea Australiana no Comando de Bombardeiros sempre fizeram parte das unidades britânicas, e o governo australiano tinha pouco controle sobre como eles eram usados.

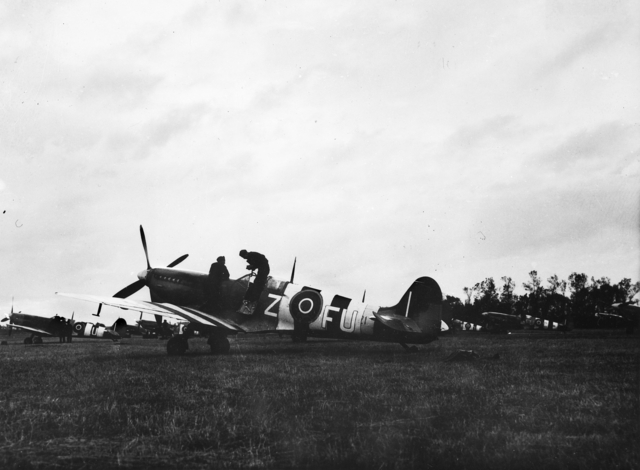
Avião Spitfires do Esquadrão N.º 453 na Normandia durante 1944. As Aviões são pintadas com listras de invasão.

Os australianos participaram de todas as grandes ofensivas do Comando de Bombardeiros e sofreram pesadas perdas durante incursões em cidades e alvos alemães na França. A contribuição australiana para os grandes ataques fora muitas vezes substancial, e os esquadrões australianos normalmente forneciam cerca de 10% da força principal de bombardeiros durante o inverno de 1943 a 1944, inclusive durante a Batalha de Berlim. No geral, os esquadrões australianos no Comando de Bombardeiros jogaram 6% do peso total das bombas derrubadas pelo Comando durante a guerra. As tripulações australianas no Comando de Bombardeiros tiveram uma das mais altas taxas de baixas de qualquer parte do Exército Australiano durante a Segunda Guerra Mundial. Embora apenas 2% dos australianos alistados nos militares tenham servido com o Comando de Bombardeiros, eles incorreram em quase 20% de todas as mortes australianas em combate; 3.486 foram mortos e centenas de outros foram feitos prisioneiros.
Centenas de australianos participaram da libertação da Europa Ocidental durante 1944 e 1945. Dez esquadrões da Real Força Aérea Australiana, centenas de australianos em unidades da Força Aérea Real Britânica e cerca de 500 marinheiros australianos servindo com a Marinha Real Britânica formaram parte da força montada para o desembarque na Normandia em 6 de junho de 1944; No geral, se estima que cerca de 3 000 australianos tenham participado nesta operação. De 11 de junho a setembro de 1944, o Esquadrão N.º 453, equipados com Spitfire, costumava estacionar em aeródromos avançados na França, e os bombardeiros leves australianos e os bombardeiros pesados apoiavam a libertação da França. Os esquadrões de bombardeiros e caças da Real Força Aérea Australiana continuaram a apoiar os exércitos aliados até o fim da guerra na Europa, atacando alvos estratégicos e escoltando formações de bombardeiros. Os Esquadrões N.º 451 e 453 formaram parte do Exército Britânico de Ocupação na Alemanha a partir de setembro de 1945, e foi planejado que haveria uma presença australiana de longo prazo nessa força. No entanto, poucos militares da Real Força Aérea Australiana se voluntariaram para permanecer na Europa e ambos os esquadrões foram dissolvidos em janeiro de 1946.

## Guerra no Pacífico

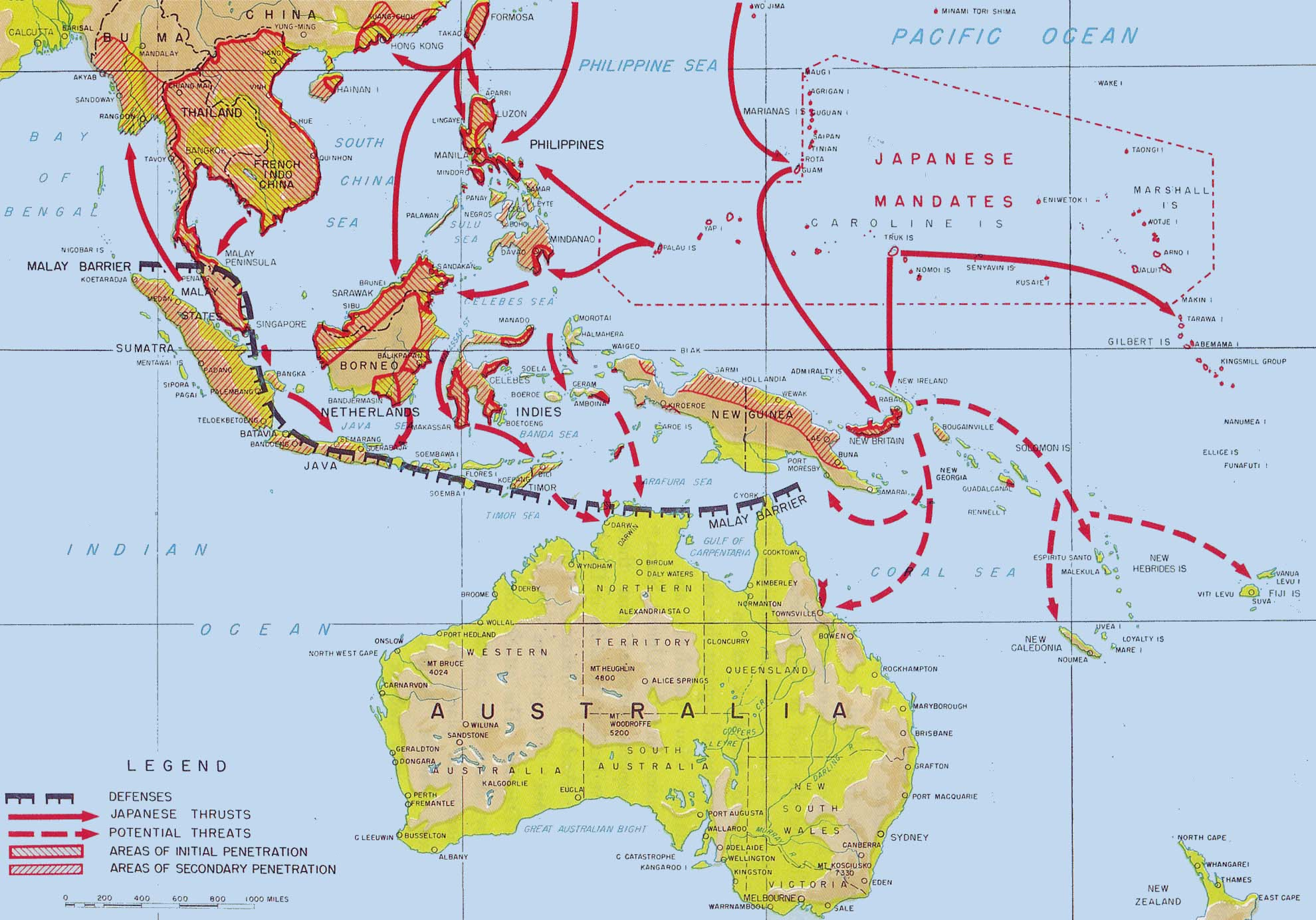
Os japoneses avançaram através da Barreira Malaia em 1941-1942 e temiam operações ofensivas contra a Austrália.

Na opinião de Paul Hasluck, a Austrália travou duas guerras entre 1939 e 1945: um contra a Alemanha e a Itália como parte da Commonwealth Britânica e do Império e o outro contra o Japão em aliança com os Estados Unidos e a Grã-Bretanha.
Devido à ênfase dada à cooperação com a Grã-Bretanha, relativamente poucas unidades militares australianas estiveram estacionadas na Austrália e na região Ásia-Pacífico depois de 1940. Medidas foram tomadas para melhorar as defesas da Austrália, já que a guerra com o Japão surgiu em 1941, mas estas se mostraram inadequadas. Em dezembro de 1941, o Exército Australiano no Pacífico compreendia a 8.ª Divisão, a maior parte da qual estava estacionada na Malásia, e oito divisões parcialmente treinadas e equipadas na Austrália, incluindo a 1.ª Divisão Blindada. A Real Força Aérea Australiana estava equipada com 373 aviões, a maioria das quais eram obsoletas, e a Marinha Real Australiana tinha três cruzadores e dois contratorpedeiros em águas australianas.
Em 1942, o Exército Australiano foi reforçado por unidades retiradas do Oriente Médio e uma expansão da Reserva do Exército Australiano e da Real Força Aérea Australiana. As unidades militares dos Estados Unidos também chegaram à Austrália em grande número antes de serem enviadas para a Nova Guiné. Os Aliados entraram na ofensiva no final de 1942, com o ritmo de avanço acelerando em 1943. A partir de 1944, os militares australianos foram principalmente relegados a papéis subsidiários, mas continuaram a conduzir operações em grande escala até o final da guerra.

### Malásia e Singapura
A partir da década de 1920, o planejamento de defesa da Austrália foi dominado pela chamada "Estratégia de Singapura". Essa estratégia envolveu a construção e defesa de uma grande base naval em Singapura, da qual uma grande frota britânica responderia à agressão japonesa na região. Para este fim, uma alta proporção de forças australianas na Ásia se concentrou na Malásia durante 1940 e 1941, quando a ameaça do Japão aumentou. No início da guerra, as forças australianas na Malásia compunham a 8.ª Divisão (menos a 23.ª Brigada) sob o comando do Major General Gordon Bennett, quatro esquadrões da Real Força Aérea Australiana e oito navios de guerra. A Real Força Aérea Australiana se tornou o primeiro serviço para ver a ação no Pacífico quando o avião australiano que seguia o comboio de invasão japonês com destino à Malásia foi atacado em 6 de dezembro de 1941. Unidades australianas participaram das malsucedidas tentativas da Commonwealth de derrotar os desembarques japoneses, com aeronaves Real Força Aérea Australiana atacando as cabeças de praia e Vampire acompanhando o navio de guerra britânico Prince of Wales e o cruzador de batalha Repulse durante a tentativa fracassada de atacar a frota de invasão japonesa.

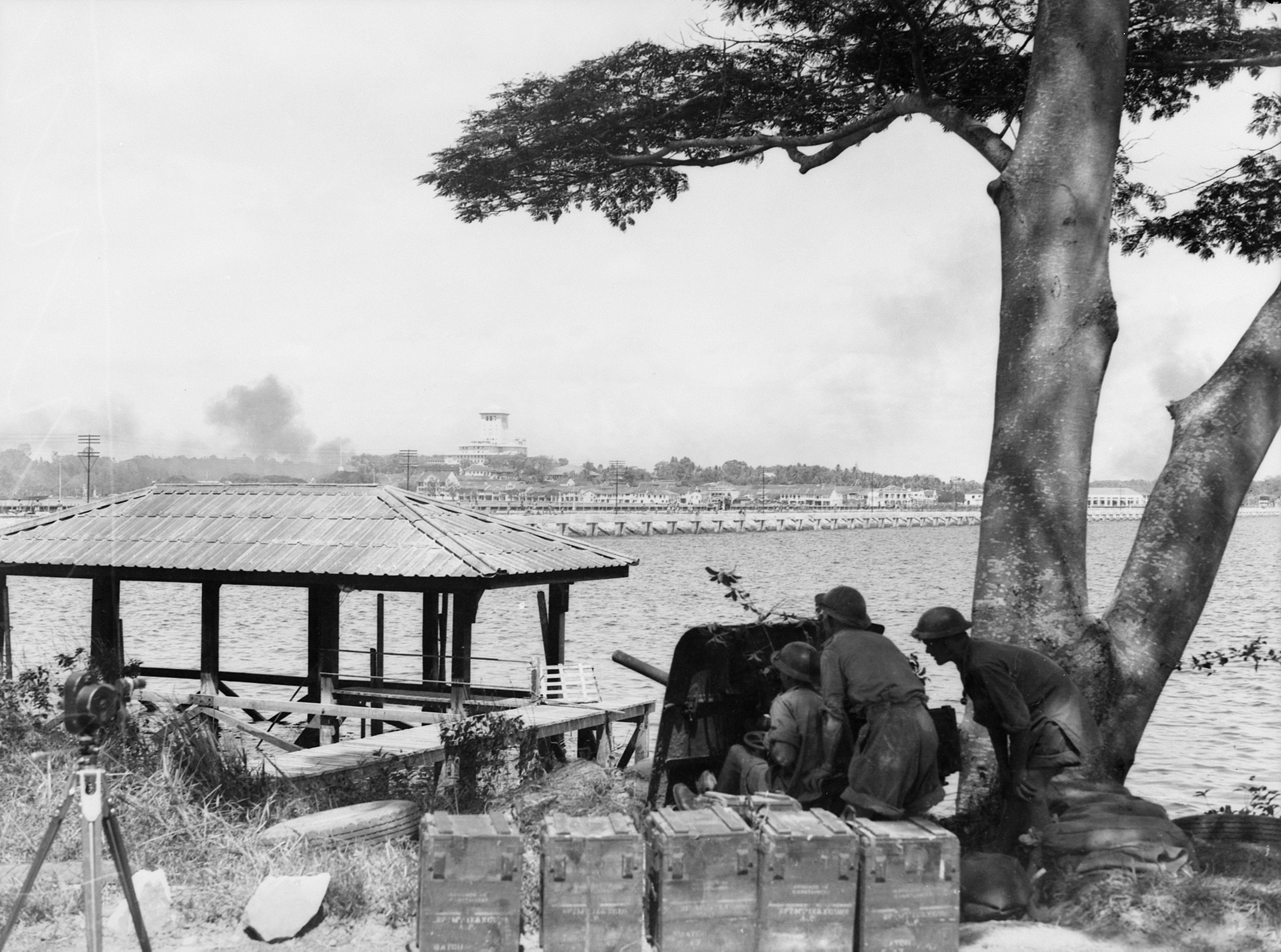
Artilheiros antitanques australianos com vista para a Calçada de Johor entre Singapura e Malásia em fevereiro de 1942.

A 8.ª Divisão e suas unidades anexas do Exército Indiano receberam a responsabilidade pela defesa de Johor no sul da Malásia e não viram ação até meados de janeiro de 1942, quando as pontas de lança japonesas chegaram pela primeira vez ao estado. O primeiro engajamento da divisão foi a Batalha de Muar, na qual o 25.° Exército Japonês foi capaz de flanquear as posições da Commonwealth devido ao Bennett desdobrar as forças sob seu comando, de modo que a fraca 45.ª Brigada Indiana recebeu o setor costeiro crucial e a mais forte das brigadas australianas foram implantadas em áreas menos ameaçadas. Enquanto as forças da Commonwealth em Johor obtiveram uma série de vitórias locais, não conseguiram fazer mais do que reduzir o avanço japonês e sofreram pesadas baixas. Depois de serem manobrados pelos japoneses, as unidades remanescentes da Commonwealth se retiraram para Singapura na noite de 30 a 31 de janeiro.
Após a retirada para Singapura, a 8.ª Divisão foi destacada para defender a costa noroeste da ilha. Devido às baixas sofridas em Johor, a maioria das unidades da divisão estava com metade da força. O comandante da fortaleza de Singapura, o tenente-general Arthur Percival, acreditava que os japoneses pousariam na costa nordeste da ilha e mobilizariam a 18.ª Divisão Britânica de força total para defender este setor. O desembarque japonês em 8 de fevereiro participou do setor australiano, no entanto, a 8.ª Divisão foi forçada a sair de suas posições após apenas dois dias de combates pesados. A divisão também foi incapaz de forçar o recuo do desembarque japonês em Kranji e se retirou para o centro da ilha. Depois de mais combates em que as forças da Commonwealth foram empurradas para um estreito perímetro ao redor da área urbana de Singapura, Percival rendeu suas forças em 15 de fevereiro. Após a rendição, 14.972 australianos foram feitos prisioneiros, embora alguns tenham escapado em navios. Esses fugitivos incluíam o Major General Bennett, que, segundo duas investigações do pós-guerra, não se justificava deixar seu comando. A perda de quase um quarto dos soldados estrangeiros da Austrália e o fracasso da Estratégia de Singapura, que permitiu que ela aceitasse o envio da Força Imperial Australiana para ajudar a Grã-Bretanha, surpreendeu o país.

### Índias Orientais Neerlandesas e Rabaul
Enquanto a contribuição da Austrália para os planos anteriores à guerra para defender o Sudeste Asiático da agressão japonesa estava focada na defesa da Malásia e Singapura, pequenas forças australianas também foram mobilizadas para defender várias ilhas ao norte da Austrália. O papel dessas forças era defender aeroportos estratégicos que poderiam ser usados para lançar ataques no continente australiano. Destacamentos de observadores costeiros também foram posicionados no Arquipélago de Bismarck e nas Ilhas Salomão para relatar quaisquer operações japonesas por lá.

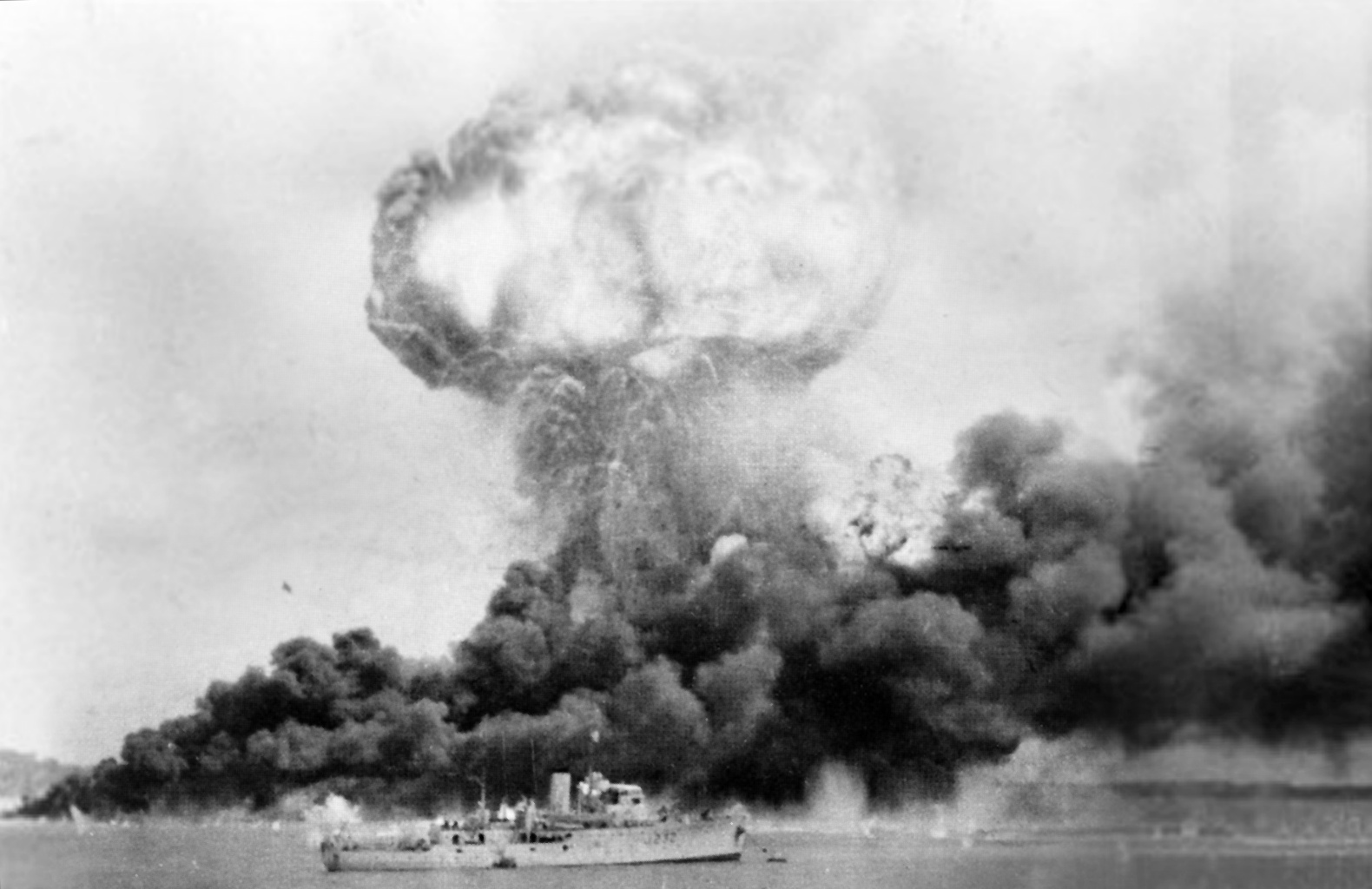
Um tanque de armazenamento de petróleo explode durante o primeiro ataque aéreo japonês em Darwin em 19 de fevereiro de 1942.

No início da Guerra do Pacífico, a estratégica cidade portuária de Rabaul, na Nova Bretanha, era defendida pela "Lark Force", que compreendia o 2.º/22.º Batalhão de Infantaria reforçado com artilharia costeira e um esquadrão de bombardeiros da Real Força Aérea Australiana mal equipado. Embora a Lark Force fosse considerada inadequada pelos militares australianos, não foi possível reforçá-la antes que a Força Japonesa dos Mares do Sul desembarcasse em Rabaul em 23 de janeiro de 1942. A força australiana em menor número foi rapidamente derrotada e a maioria dos sobreviventes se rendeu nas semanas após a batalha. Poucos membros da Lark Force sobreviveram à guerra, pois pelo menos 130 foram assassinados pelos japoneses em 4 de fevereiro e 1.057 soldados australianos e prisioneiros civis de Rabaul foram mortos quando o navio que os transportava para o Japão (SS ''Montevideo Maru'') foi afundado por um submarino norte-americano em 1 de julho de 1942.
As tropas da Força Imperial Australiana também foram despachadas de Darwin para as Índias Orientais Neerlandesas nas primeiras semanas da Guerra do Pacífico. Batalhões reforçados da 23.ª Brigada foram enviados para Koepang em Timor Ocidental ("Sparrow Force") e a ilha de Amboina ('Gull Force') para defender estes locais estratégicos do ataque japonês. A 2/2.ª Companhia Independente também foi enviada para Díli no Timor Português em violação da neutralidade de Portugal. A força em Amboina foi derrotada pelo desembarque japonês em 30 de janeiro e se rendeu em 3 de fevereiro de 1942. Mais de 300 prisioneiros australianos foram mortos por tropas japonesas em uma série de execuções em massa em fevereiro. Enquanto a força em Koepang foi derrotada depois que os japoneses desembarcaram em 20 de fevereiro e também se renderam, os comandos australianos travaram uma campanha de guerrilha contra os japoneses no Timor Português até fevereiro de 1943. A Voyager e Armidale foram perdidas em setembro e dezembro de 1942, respectivamente, enquanto operavam em apoio aos comandos.

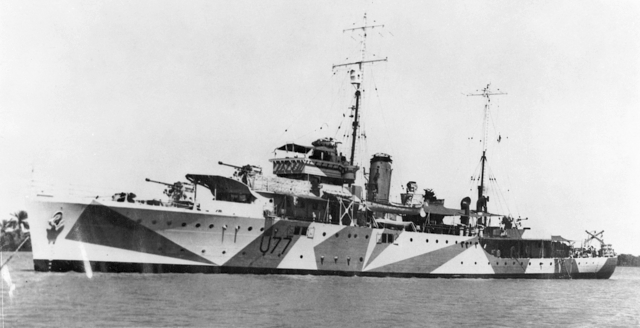
HMAS Yarra.

No período que antecedeu a invasão japonesa de Java, uma força de 242 aviões atacou Darwin em 19 de fevereiro de 1942. Na época, Darwin era uma base importante para os navios de guerra aliados e um ponto de partida para o envio de suprimentos e reforços para as Índias Orientais Neerlandesas. O ataque japonês foi bem-sucedido e resultou na morte de 235 militares e civis, muitos dos quais eram marinheiros aliados não australianos e danos pesados à Base aérea de Darwin e às instalações portuárias da cidade.
Vários navios de guerra australianos, uma unidade do Exército de 3 000 soldados e aviões de vários esquadrões da Real Força Aérea Australiana participaram da defesa malsucedida de Java quando os japoneses invadiram a ilha em março de 1942. Perth formou parte da principal força naval Americana-Britânica-Neerlandesa-Australiana (COMABNA) que foi derrotada na Batalha do Mar de Java em 27 de fevereiro, durante uma tentativa de interceptar um dos comboios de invasão japoneses. Perth foi afundada em 1 de março quando ela e o USS Houston encontraram outra força de invasão japonesa enquanto tentavam fugir para Tjilatjap, na costa sul de Java. A sloop Yarra também foi afundada na costa sul de Java quando foi atacada por três cruzadores japoneses enquanto escoltavam um comboio em 4 de março. Outros navios de guerra australianos, incluindo o cruzador leve HMAS Hobart e várias corvetas, escaparam com sucesso das águas das Índias Orientais Neerlandesas. Uma força do exército formada por elementos da 7.ª Divisão também fazia parte das forças terrestres da COMABNA em Java, mas teve pouca ação antes de se render em Bandung em 12 de março, depois que as forças neerlandesas na ilha começaram a capitular. Aviões da Real Força Aérea Australiana operando a partir de bases em Java e na Austrália também participaram dos combates, e 160 tripulantes de terra do Esquadrão N.º 1 da Real Força Aérea Australiana foram feitos prisioneiros.
Após a conquista das Índias Orientais Neerlandesas, a principal força de porta-aviões da Marinha japonesa invadiu o Oceano Índico. Esta força atacou o Ceilão no início de abril, e Vampire foi afundado em Trincomalee em 12 de abril enquanto escoltava o HMS Hermes, que também estava perdido. As 16.ª e 17.ª Brigadas do Exército Australiano formaram parte da guarnição da ilha na época do ataque, mas não viram ação.

### Acúmulo de forças na Austrália
Após a queda de Singapura, o governo australiano e muitos australianos temeram que o Japão invadisse o continente australiano. A Austrália estava mal preparada para combater um ataque como a Real Força Aérea Australiana, que não possuía aviões modernos, e a Marinha Real Australiana era pequena e desequilibrada demais para combater a Marinha Imperial Japonesa. Além disso, o Exército, embora grande, continha muitas unidades inexperientes e carecia de mobilidade. Em resposta a essa ameaça, a maior parte da Força Imperial Australiana foi trazida de volta do Oriente Médio e o governo pediu ajuda aos Estados Unidos. O primeiro-ministro britânico, Winston Churchill, tentou desviar as 6.ª e 7.ª divisões para a Birmânia enquanto elas estavam a caminho da Austrália, mas John Curtin se recusou a autorizar esse movimento. Como um compromisso, duas brigadas da 6.ª Divisão desembarcaram no Ceilão e formaram parte da guarnição da ilha até que voltaram para a Austrália em agosto de 1942.

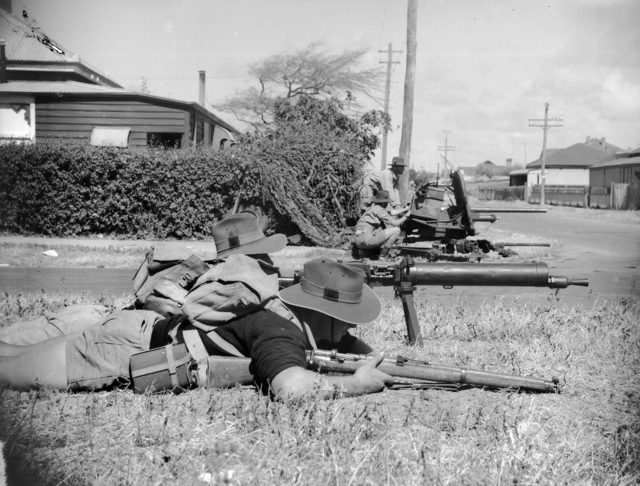
Soldados australianos se exercitando para defender Geraldton, Austrália Ocidental em outubro de 1942.

A ameaça percebida de invasão levou a uma grande expansão dos militares australianos. Em meados de 1942, o Exército tinha uma força de dez divisões de infantaria, três divisões blindadas e centenas de outras unidades. A Real Força Aérea Australiana e a Marinha Real Australiana também foram bastante expandidas, embora tenham demorado anos para que esses serviços aumentassem seus pontos fortes. Devido à maior necessidade de mão-de-obra, as restrições que proibiam a entrada de não-europeus nas forças armadas deixaram de ser aplicadas a partir do final de 1941, e cerca de 3.000 indígenas australianos acabaram se alistando. A maioria desse pessoal foi integrada a formações existentes, mas um pequeno número de unidades segregadas racialmente, como o Batalhão de Infantaria Leve do Estreito de Torres, foi formado. Uma série de pequenas unidades formadas por indígenas australianos também foram estabelecidas para patrulhar o norte da Austrália e perseguir quaisquer forças japonesas que lá desembarcarem; os membros dessas unidades não receberam remuneração ou prêmios por seu serviço até 1992. Milhares de australianos inelegíveis para o serviço militar responderam à ameaça de ataque se juntando a organizações auxiliares como o Corpo de Defesa Voluntário e o Corpo Voluntário de Observadores Aéreos, que foram modelados respectivamente pela Guarda Interna Britânica e pelo Royal Observer Corps. A população e a base industrial da Austrália não eram suficientes para manter o exército expandido após a ameaça de invasão, e o Exército foi progressivamente reduzido em tamanho desde 1943, enquanto apenas 53 dos 73 esquadrões da Real Força Aérea Australiana aprovados pelo governo foram criados.
Apesar do medo dos australianos, os japoneses nunca pretenderam invadir o continente australiano. Enquanto uma invasão foi considerada pelo Quartel-General Imperial Japonês em fevereiro de 1942, foi considerada como estando além das capacidades militares japonesas e nenhum planejamento ou outras preparações foram realizadas. Em vez disso, em março de 1942, os militares japoneses adotaram uma estratégia de isolar a Austrália dos Estados Unidos, capturando o Porto Moresby em Nova Guiné e nas Ilhas Salomão, Fiji, Samoa e Nova Caledônia. Este plano foi frustrado pela derrota japonesa na Batalha do Mar de Coral e foi adiada indefinidamente após a Batalha de Midway. Enquanto essas batalhas acabaram com a ameaça à Austrália, o governo australiano continuou a alertar que uma invasão era possível até meados de 1943.

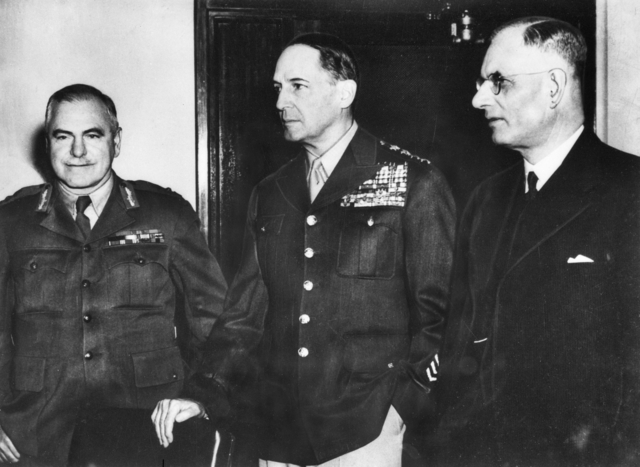
Douglas MacArthur com Blamey e o primeiro-ministro Curtin em março de 1942.

O colapso do poder britânico no Pacífico também levou a Austrália a reorientar sua política externa e militar para os Estados Unidos. Curtin declarou, em dezembro de 1941, "que a Austrália olha para os Estados Unidos, livre de qualquer dor em relação aos nossos laços tradicionais ou parentesco com o Reino Unido". Em fevereiro de 1942, os governos dos Estados Unidos e do Reino Unido concordaram que a Austrália se tornaria uma responsabilidade estratégica dos Estados Unidos e que o Esquadrão ANZAC Aliada foi criada especificamente para defender o continente australiano. Em março, o general Douglas MacArthur chegou à Austrália depois de escapar das Filipinas e assumiu o comando da Área do Sudoeste do Pacífico. Todas as unidades de combate das forças armadas australianas nesta área foram colocadas sob o comando de MacArthur, e MacArthur substituiu o Chefe de Estado Maior australiano como a principal fonte de conselhos militares do governo australiano até o final da guerra. O general australiano Thomas Blamey foi nomeado comandante das forças terrestres aliadas, mas MacArthur não permitiu que ele comandasse as forças americanas. MacArthur também rejeitou o pedido do Chefe do Estado Maior do Exército dos Estados Unidos, general George Marshall, para que ele designasse os australianos para cargos importantes em seu quartel general. No entanto, a parceria entre a Curtin e MacArthur foi benéfica para a Austrália entre 1942 e 1944, quando a MacArthur conseguiu comunicar pedidos australianos de assistência ao governo dos Estados Unidos.
Um grande número de militares dos Estados Unidos estava baseado na Austrália durante os primeiros anos da Guerra do Pacífico. As primeiras unidades dos Estados Unidos chegaram à Austrália no início de 1942 e quase 1 milhão de pessoas dos Estados Unidos passaram pela Austrália durante a guerra. Muitas bases militares dos Estados Unidos foram construídas no norte da Austrália durante 1942 e 1943, e a Austrália continuou sendo uma fonte importante de suprimentos para as forças dos Estados Unidos no Pacífico até o final da guerra. Embora as relações entre australianos e americanos fossem geralmente boas, havia algum conflito entre soldados americanos e australianos, como a Batalha de Brisbane, e o governo australiano apenas aceitou com relutância a presença de tropas afro-americanas.

### Campanha de Papua
As forças japonesas desembarcaram pela primeira vez no continente da Nova Guiné em 8 de março de 1942, quando invadiram Lae e Salamaua para garantir bases para a defesa da importante base que estavam desenvolvendo em Rabaul. As guerrilhas australianas dos Fuzileiros Voluntários de Nova Guiné estabeleceram postos de observação em torno das cabeças de ponte japonesas e a 2/5.ª Companhia Independente invadiu com sucesso Salamaua em 29 de junho.

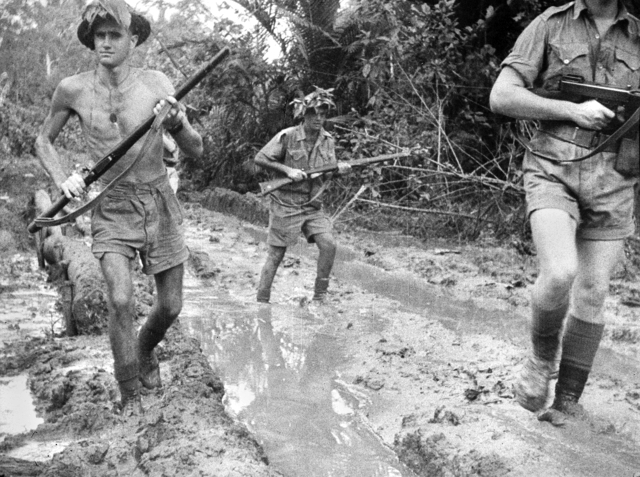
Tropas australianas na Baía Milne.

Após a Batalha do Mar de Coral frustrar o plano japonês de capturar o Porto Morseby através de um desembarque anfíbio, os japoneses tentaram capturar a cidade aterrando a Força do Mar do Sul em Buna na costa norte de Papua e avançando por terra usando a Trilha Kokoda para cruzar a acidentada Cordilheira de Owen Stanley. A Campanha da Trilha de Kokoda começou em 22 de julho, quando os japoneses iniciaram seu avanço, em oposição a uma brigada da Reserva do Exército Australiano mal preparada, designada como "Maroubra Force". Esta força foi bem-sucedida em atrasar a Força dos Mares do Sul, mas foi incapaz de detê-la. Dois batalhões da Força Imperial Australiana da 7.ª Divisão reforçaram os remanescentes da Maroubra Force em 26 de agosto, mas os japoneses continuaram por terra e chegaram à vila de Ioribaiwa perto de Porto Moresby em 16 de setembro. A Força dos Mares do Sul foi forçada a recuar ao longo da trilha neste dia, no entanto, como os problemas de abastecimento tornaram impossível qualquer avanço adicional e um contra-desembarque aliado em Buna foi temido. As forças australianas perseguiram os japoneses ao longo da trilha Kokoda e os forçaram a entrar em uma pequena cabeça de ponte na costa norte de Papua no início de novembro. As operações dos Aliados na Trilha Kokoda foram possibilitadas pelos nativos de Papua que foram recrutados pela Unidade Administrativa Australiana da Nova Guiné, muitas vezes à força, para transportar suprimentos e evacuar o pessoal ferido. A Real Força Aérea Australiana e as Forças Aéreas do Exército dos Estados Unidos também desempenharam um papel importante ao longo da campanha, atacando as linhas de suprimentos da força japonesa e lançando suprimentos para as unidades do Exército Australiano.

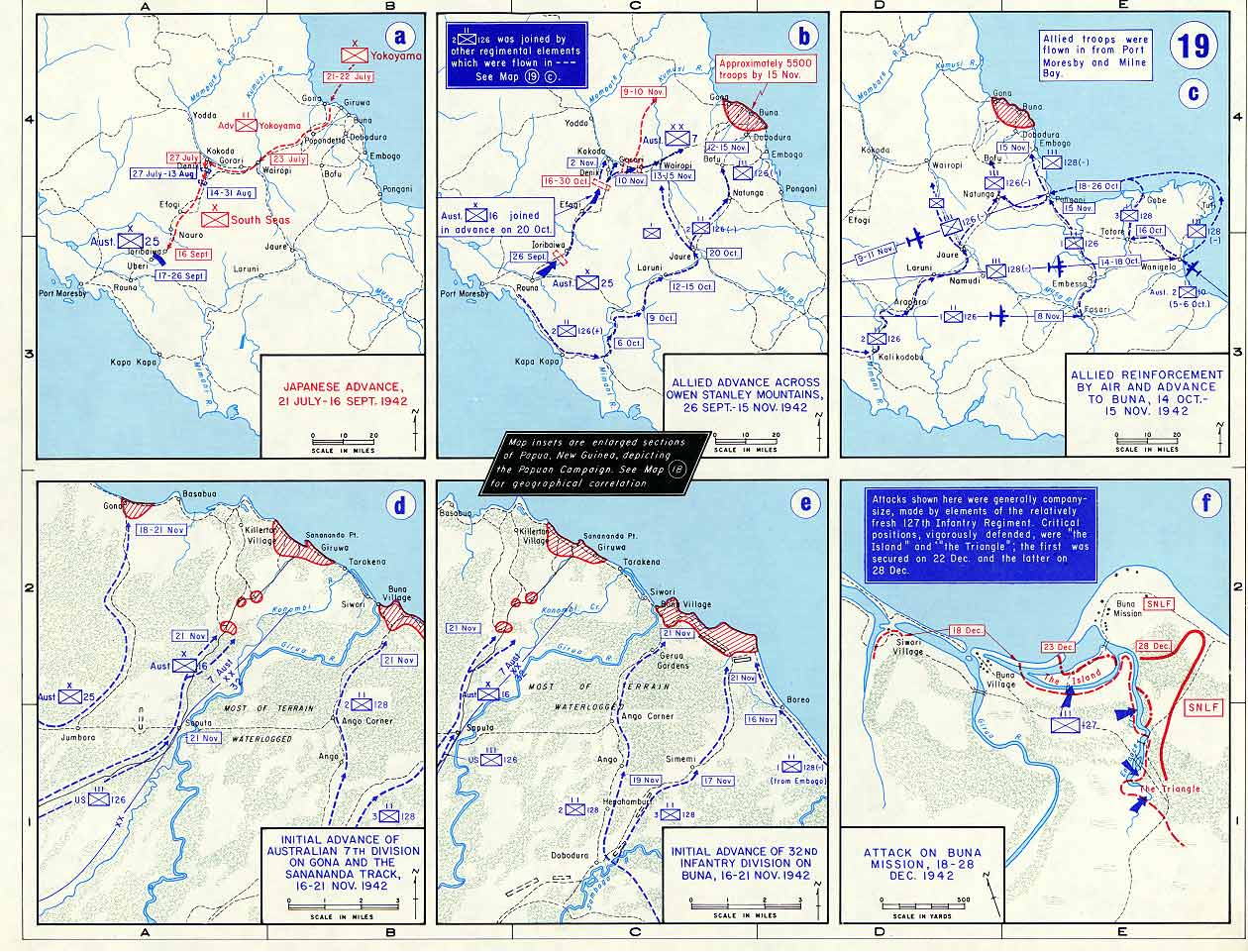
As campanhas Kokoda e Buna-Gona.

As forças australianas também derrotaram uma tentativa de capturar a área estratégica da Baía Milne em agosto de 1942. Durante a Batalha da Baía Milne, duas brigadas de tropas australianas, designadas Milne Force, apoiadas por dois esquadrões de combate da Real Força Aérea Australiana e engenheiros do Exército dos Estados Unidos derrotaram uma pequena força de invasão japonesa formada por unidades japonesas de Forças Especiais Navais de Desembarque. Esta foi a primeira notável derrota terrestre do Japão e elevou o moral dos Aliados na Frente do Pacífico.
Forças australianas e norte-americanas atacaram a ponte japonesa em Papua no final de novembro de 1942, mas não a capturaram até janeiro de 1943. A força aliada compreendia a exausta 7.ª Divisão e a inexperiente e mal treinada 32ª Divisão de Infantaria dos Estados Unidos, além de pouca artilharia e suprimentos. Devido à falta de armas de apoio e à insistência de MacArthur e Blamey em um avanço rápido, as táticas aliadas durante a batalha foram centradas em torno de ataques de infantaria às fortificações japonesas. Isso resultou em pesadas baixas e a área não estava garantida até 22 de janeiro de 1943. Ao longo dos combates em Papua, a maioria do pessoal australiano capturado pelas tropas japonesas foi assassinado. Em resposta, os soldados australianos procuraram agressivamente matar seus oponentes japoneses pelo restante da guerra. Os australianos geralmente não tentavam capturar os japoneses e alguns prisioneiros de guerra foram assassinados.

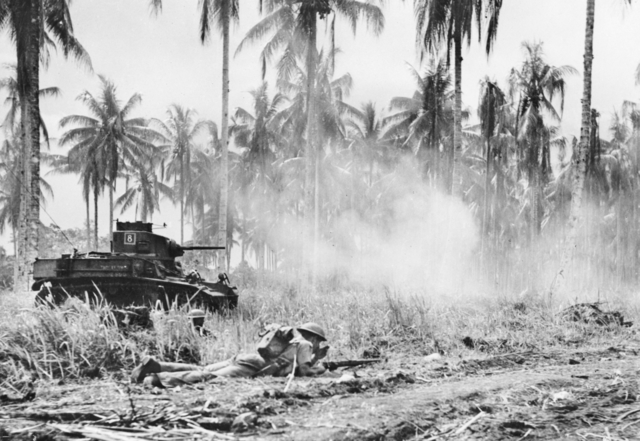
Tanques leves australianos e infantaria em ação em Buna.

Após as derrotas em Papua e Guadalcanal, os japoneses se retiraram para um perímetro defensivo no Território de Nova Guiné. A fim de assegurar suas bases importantes em Lae e Salamaua, tentaram capturar Wau em janeiro de 1943. Reforços foram levados para a cidade e derrotaram a força japonesa em sua periferia após fortes combates. A força japonesa começou a se retirar em direção à costa no dia 4 de fevereiro. Após a derrota em Wau, os japoneses tentaram reforçar Lae em preparação para uma esperada ofensiva aliada na área. Isso terminou em desastre quando, durante a Batalha do Mar de Bismarck, um comboio de tropas foi destruído pelos aviões das Forças Aéreas do Exército dos Estados Unidos da Quinta Força Aérea dos Estados Unidos e da Real Força Aérea Australiana e pelo Grupo Operacional N.º 9 com a perda de cerca de 3 000 soldados.
A campanha de Papua levou a uma reforma significativa na composição do exército australiano. Durante a campanha, a restrição que proibiu o pessoal da Reserva do Exército Australiano de servir fora do território australiano e dificultou o planejamento militar e causou tensões entre a Força Imperial Australiana e a Reserva do Exército Australiano. No final de 1942 e no início de 1943, Curtin superou a oposição dentro do Partido Trabalhista para ampliar as fronteiras geográficas em que os recrutas poderiam servir para incluir a maior parte do Sudoeste do Pacífico e a legislação necessária foi aprovada em janeiro de 1943. A 11.ª Brigada foi a única formação da Reserva do Exército Australiano a servir fora do território australiano, no entanto, quando fez parte da Merauke Force nas Índias Orientais Neerlandesas durante 1943 e 1944.

### Ataques aos navios australianos

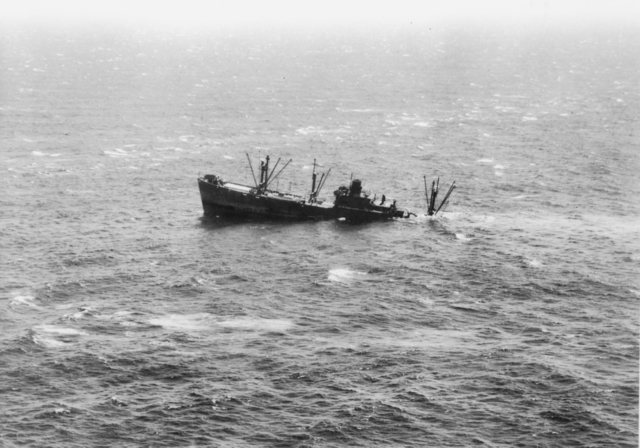
Um navio da Classe Liberty afundando depois de ser atacado pelo I-21 perto do Porto Macquarie em fevereiro de 1943.

Os esforços japoneses para garantir a Nova Guiné incluíram uma ofensiva submarina prolongada contra as linhas de comunicação aliadas entre os Estados Unidos e a Austrália e a Austrália e Nova Guiné. Estes não foram os primeiros ataques navais do Eixo à Austrália; durante 1940 e 1941, cinco atacantes de superfície alemães operaram em águas australianas em vários momentos. Os ataques alemães não tiveram sucesso em interromper o transporte comercial australiano, embora Sydney tenha afundado com a perda total de sua tripulação de 645 homens em novembro de 1941 em uma batalha com o cruzador auxiliar alemão Kormoran, na costa oeste da Austrália.
Após a derrota da frota de superfície japonesa, a Marinha Imperial Japonesa implantou submarinos para interromper as linhas de suprimento aliadas, atacando navios da costa leste da Austrália. Esta campanha começou com um ataque de um minissubmarino malsucedido no Porto de Sydney na noite de 31 de maio de 1942. Após este ataque, os submarinos japoneses operaram ao longo da costa leste australiana até agosto de 1942, afundando 8 navios mercantes. A ofensiva submarina foi retomada em janeiro de 1943 e continuou até junho, quando mais 15 navios foram afundados na costa leste. Os afundamentos de 1943 incluíram o navio-hospital Centaur, que foi torpedeado em Queensland em 14 de maio, com a perda de 268 vidas. Os japoneses não conduziram mais ataques submarinos contra a Austrália depois de junho de 1943, pois seus submarinos eram necessários para combater as ofensivas aliadas em outras partes do Pacífico. Um único submarino alemão, o U-862, operou no Oceano Pacífico durante a guerra, cruzando a costa australiana e da Nova Zelândia entre dezembro de 1944 e janeiro de 1945. Afundou dois navios em águas australianas antes de retornar a Batávia.
Consideráveis recursos militares australianos e aliados foram dedicados à proteção de navios e portos dos submarinos e navios de guerra do Eixo. Por exemplo, a Marinha Real Australiana escoltou mais de 1 100 comboios costeiros e o Exército estabeleceu defesas costeiras para proteger portos importantes e uma alta proporção dos esquadrões operacionais da Real Força Aérea Australiana foi usada para proteger os transportes em vários momentos. No entanto, o uso dessas unidades para tarefas defensivas e as baixas de navios nas águas australianas não afetou seriamente a economia australiana ou o esforço de guerra aliado.

### Ofensivas de Nova Guiné
Depois de deter o avanço dos japoneses, as forças aliadas entraram na ofensiva em toda a Frente do Sudoeste do Pacífico na Segunda Guerra Mundial a partir de meados de 1943. As forças australianas desempenharam um papel fundamental ao longo desta ofensiva, que foi designada Operação Cartwheel. Em particular, o General Blamey supervisionou uma série bem-sucedida de operações em torno da ponta nordeste de Nova Guiné, que "foi o ponto alto da experiência australiana de comando de nível operacional" durante a guerra.

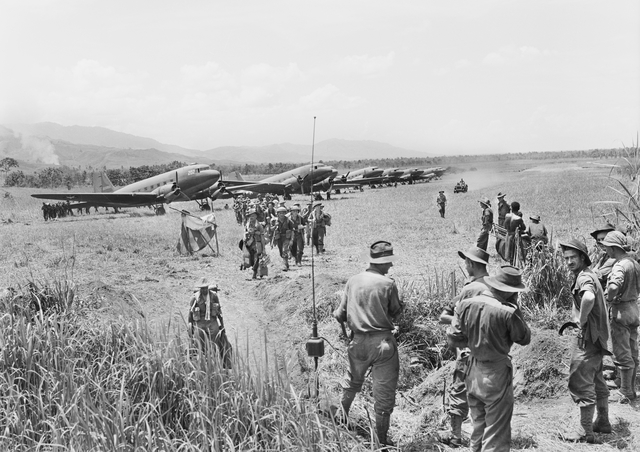
Tropas do 2/16.° Batalhão desembarcam de aviões Douglas C-47 Skytrain em Kaiapit.

Após a bem-sucedida defesa de Wau, a 3.ª Divisão começou a avançar em direção a Salamaua em abril de 1943. Esse avanço foi montado para desviar a atenção de Lae, que era um dos principais objetivos da Operação Cartwheel, e prosseguiu lentamente. No final de junho, a 3.ª Divisão foi reforçada pela 162.ª Equipe Regimental de Combate dos Estados Unidos, que realizou um desembarque anfíbio ao sul de Salamaua. A cidade foi finalmente capturada em 11 de setembro de 1943.
No início de setembro de 1943, forças lideradas pela Austrália montaram um movimento de pinça para capturar Lae. Em 4 de setembro, a 9.ª Divisão fez um desembarque anfíbio a leste da cidade e começou a avançar para o oeste. No dia seguinte, o 503.º Regimento de Paraquedistas dos Estados Unidos fizeram um salto sem resistência em Nadzab, a oeste de Lae. Assim que as forças aerotransportadas asseguraram o aeroporto de Nadzab, a 7.ª Divisão entrou em operação e começou a avançar para o leste em uma corrida com a 9.ª Divisão para capturar Lae. Esta corrida foi vencida pela 7.ª Divisão, que conquistou a cidade em 15 de setembro. As forças japonesas em Salamaua e Lae sofreram pesadas perdas durante esta campanha, mas conseguiram escapar para o norte.

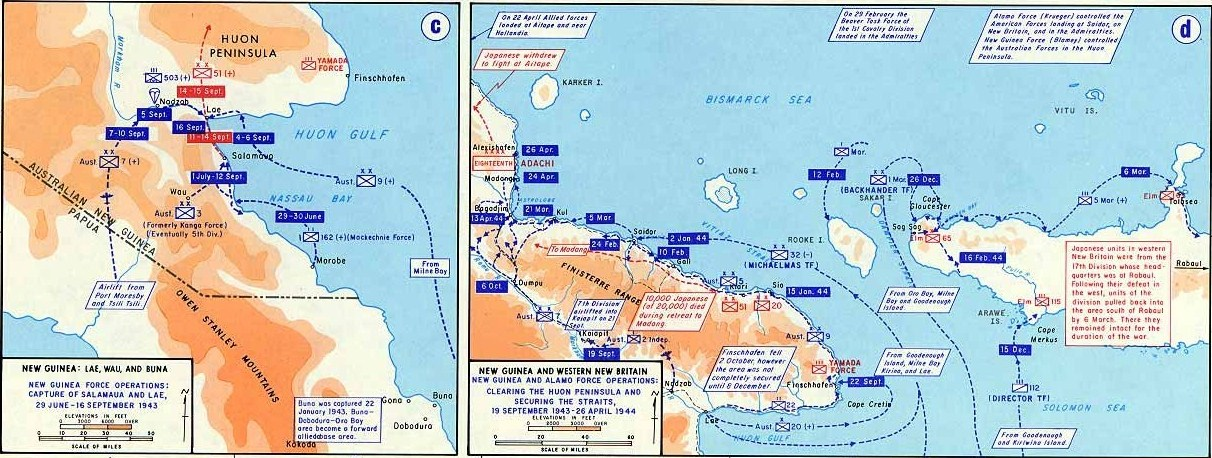
Operação Cartwheel na Nova Guiné e no oeste da Nova Bretanha.

Após a queda de Lae, a 9.ª Divisão recebeu a tarefa de capturar a Península de Huon. A 20.ª Brigada desembarcou perto do porto estratégico de Finschhafen em 22 de setembro de 1943 e assegurou a área. Os japoneses responderam despachando a 20.ª Divisão por terra e o restante da 9.ª Divisão foi gradualmente trazida para reforçar a 20.ª Brigada contra o contra-ataque esperado. Os japoneses montaram um forte ataque em meados de outubro, que foi derrotado pela 9.ª Divisão depois de intensos combates. Durante a segunda quinzena de novembro, a 9.ª Divisão capturou as colinas no interior de Finschhafen de um poço escavado em forças japonesas. Após a derrota, a 20.ª Divisão recuou ao longo da costa com a 9.ª Divisão e a 4.ª Brigada em perseguição. Os aliados tiveram uma grande vitória de inteligência no final desta campanha, quando engenheiros australianos encontraram toda a biblioteca de cifras da 20.ª Divisão, que havia sido enterrada pelos japoneses em retirada. Esses documentos levaram a uma quebra de código que permitiu à MacArthur acelerar o avanço dos Aliados ignorando as defesas japonesas.

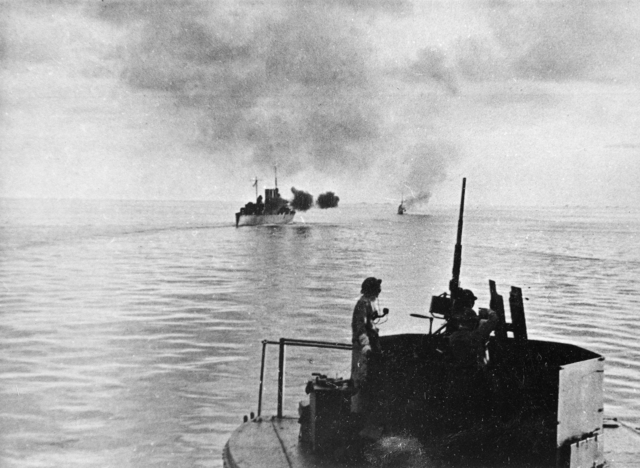
HMAS Australia e Arunta bombardeando Cape Gloucester.

Enquanto a 9.ª Divisão assegurou a região costeira da Península de Huon, a 7.ª Divisão expulsou os japoneses do interior da cordilheira de Finisterra. A campanha da Linha Finisterre começou em 17 de setembro, quando a 2/6.ª Companhia Independente saltou no Vale Markham. A companhia derrotou uma força japonesa maior em Kaiapit e garantiu uma pista de pouso que foi usada para pilotar as Divisões das Brigadas 21.ª e 25.ª. Por meio de patrulhamento agressivo, os australianos forçaram os japoneses a saírem de posições em terreno extremamente acidentado e, em janeiro de 1944, a divisão iniciou seu ataque à posição chave de Shaggy Ridge. A cordilheira foi tomada no final de janeiro, com a Real Força Aérea Australiana desempenhando um importante papel de apoio. Após esse sucesso, os japoneses se retiraram da cordilheira de Finisterre e as tropas australianas se uniram às patrulhas norte-americanas a partir de Saidor em 21 de abril e garantiram Madang em 24 de abril.
Além de apoiar as operações do Exército na parte continental de Nova Guiné, a Marinha Real Australiana e a Real Força Aérea Australiana participaram de operações ofensivas nas Ilhas Salomão. Esse envolvimento começou em agosto de 1942, quando os dois cruzadores pesados da Marinha Real Australiana, Australia e Canberra, apoiaram o desembarque da Marinha dos Estados Unidos em Guadalcanal. Na noite após o desembarque, Canberra foi afundado durante a Batalha da Ilha Savo e a Marinha Real Australiana não desempenhou nenhum outro papel na Campanha de Guadalcanal. Aviões da Real Força Aérea Australiana apoiaram vários desembarques do Exército e da Marinha dos Estados Unidos durante 1943 e 1944 e uma unidade de radar da Real Força Aérea Australiana participou na captura de Arawe. Os cruzadores australianos Australia, Shropshire e os contratorpedeiros Arunta e Warramunga forneceram apoio de fogo para a 1.ª Divisão de Fuzileiros dos Estados Unidos durante a Batalha do Cabo Gloucester e a 1.ª Divisão de Cavalaria dos Estados Unidos durante a Campanha das Ilhas do Almirantado no final de 1943 e início de 1944. O desembarque no Cabo Gloucester foi também a primeira operação para o transporte anfíbio da Marinha Real Australiana com o Westralia.

### Campanha da Área Noroeste

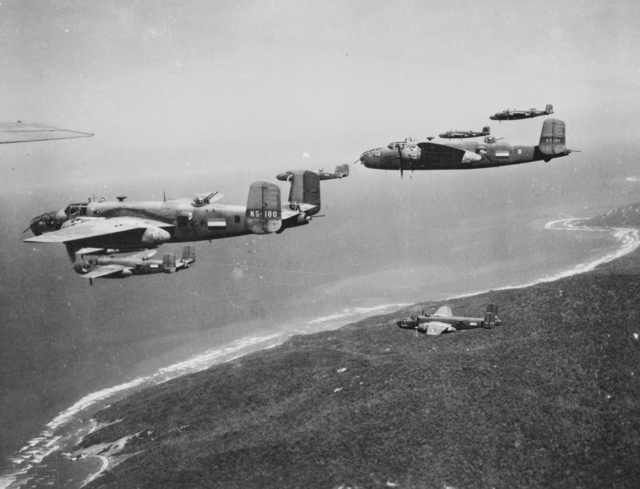
Bombardeiros B-25 Mitchell do Esquadrão n.º 18 (Índias Orientais Neerlandesas) perto de Darwin em 1943. Este foi um dos três esquadrões conjuntos australiano-neerlandês formados durante a guerra.

O ataque à Darwin em fevereiro de 1942 marcou o início de uma prolongada campanha aérea sobre o norte da Austrália e as Índias Orientais Neerlandesas ocupadas pelos japoneses. Após o primeiro ataque à Darwin, os Aliados rapidamente implantaram esquadrões de caças e reforçaram a Força do Território do Norte do Exército para proteger a cidade de uma possível invasão. Essas unidades aéreas também atacaram posições japonesas nas Índias Orientais Neerlandesas e os japoneses responderam com dezenas de ataques aéreos em Darwin e campos de pouso próximos em 1942 e 1943, poucos dos quais causaram danos significativos. Estes ataques foram combatidos pelos combatentes americanos, australianos e britânicos e sofreram baixas cada vez maiores, à medida que as defesas de Darwin foram melhoradas. Os japoneses também realizaram uma série de pequenos e ineficazes ataques a cidades e pistas de pousos no norte de Queensland e na Austrália Ocidental durante 1942 e 1943.
Enquanto as incursões japonesas no norte da Austrália cessaram no final de 1943, a ofensiva aérea aliada continuou até o final da guerra. Durante o final de 1942, os aviões aliados realizaram ataques à Timor em apoio aos guerrilheiros australianos que operavam no local. Desde o início de 1943, os esquadrões de bombardeiros pesados dos Estados Unidos operavam contra alvos japoneses na parte oriental das Índias Orientais Neerlandesas a partir de bases perto de Darwin. A ofensiva aérea aliada contra as Índias Orientais Neerlandesas se intensificou a partir de junho de 1943, a fim de desviar as forças japonesas de Nova Guiné e das Ilhas Salomão e envolveram unidades de bombardeiros australianos, neerlandeses e norte-americanos. Esses ataques continuaram até o final da guerra, com os bombardeiros pesados dos Estados Unidos sendo substituídos pelos esquadrões australianos equipados com o B-24 Liberator no final de 1944. A partir de 1944, vários esquadrões da Real Força Aérea Australiana equipados com o PBY Catalina também se instalaram em Darwin e realizaram missões altamente efetivas no sul da Ásia.

### Avanço para as Filipinas
O papel das forças armadas australianas no sudoeste do Pacífico diminuiu em 1944. Na segunda metade de 1943, o governo australiano decidiu, com o acordo de MacArthur, que o tamanho dos militares seria reduzido para liberar mão-de-obra para as indústrias relacionadas à guerra, que era importante abastecer a Grã-Bretanha e as forças dos Estados Unidos no Pacífico. O papel principal da Austrália no esforço de guerra dos Aliados a partir deste ponto foi fornecer aos outros países Aliados, alimentos, materiais e bens manufaturados necessários para a derrota do Japão. Como resultado dessa política, as unidades do Exército disponíveis para operações ofensivas foram estabelecidas em seis divisões de infantaria (as três divisões da Força Imperial Australiana e três divisões da Reserva do Exército Australiano) e duas brigadas blindadas. O tamanho da Real Força Aérea Australiana foi estabelecida em 53 esquadras e a Marinha Real Australiana foi limitada aos navios que estavam em serviço ou planejados para serem construídos na época. No início de 1944, todas as divisões do Exército, com exceção de duas, foram retiradas para o Planalto de Atherton, no norte de Queensland, para treinamento e reabilitação. Vários novos batalhões de tropas de Papua e de Nova Guiné lideradas pela Austrália foram formadas em 1944 e organizadas no Regimento Real das Ilhas do Pacífico, no entanto, e em grande parte substituíram os batalhões do Exército australiano dispersos durante o ano.

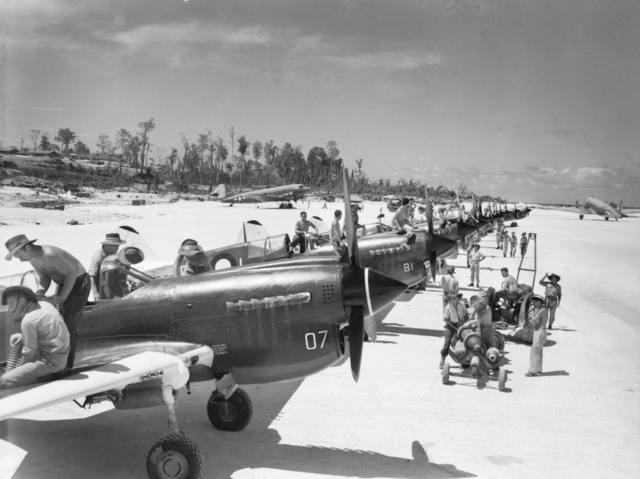
Aviôes do Esquadrão n.º 80 em Noemfoor em novembro de 1944.

Após a libertação da maior parte da Nova Guiné australiana, a Real Força Aérea Australiana e a Marinha Real Australiana participaram da Campanha de Nova Guiné Ocidental liderada pelos Estados Unidos, que tinha o objetivo de assegurar as bases a serem usadas para a libertação das Filipinas. Navios de guerra australianos e os esquadrões de caças, bombardeiros do Grupo Operacional N.º 10 da Real Força Aérea Australiana participaram da captura de Hollandia, Biak, Noemfoor e Morotai. Depois que o oeste de Nova Guiné foi garantido, o Grupo Operacional N.º 10 foi renomeado para a Primeira Força Aérea Táctica e foi usado para proteger o flanco do avanço aliado, atacando posições japonesas nas Índias Orientais Neerlandesas e realizando outras tarefas de guarnição. As perdas incorridas durante a execução desses papéis relativamente sem importância levaram a um declínio na moral e contribuíram para o 'Motim de Morotai' em abril de 1945.
Elementos da Marinha Real Australiana e da Real Força Aérea Australiana também participaram da libertação das Filipinas. Quatro navios de guerra australianos e os transportes de assalto Kanimbla, Manoora e Westralia, juntamente com um número de navios de guerra menores e navios de apoio, participaram do desembarque dos Estados Unidos em Leyte em 20 de outubro de 1944. Fontes australianas afirmam que o Australia se tornou a primeiro navio aliado a ser atingido por um Kamikaze quando foi atacado durante esta operação em 21 de outubro, embora esta alegação tenha sido contestada pelo historiador americano Samuel Eliot Morison. Navios australianos também participaram da Batalha do Golfo de Leyte, com Shropshire e Arunta envolvendo navios japoneses durante a Batalha de Surigao no dia 25 de outubro. A força naval australiana participou da Invasão do Golfo de Lingayen em janeiro de 1945; Durante esta operação o Australia foi atingido por mais de cinco Kamikazes que mataram 44 membros de sua tripulação e forçaram a se retirar para grandes reparos. Os navios da Marinha Real Australiana também escoltaram comboios de suprimentos dos Estados Unidos com destino às Filipinas. O Esquadrão N.º 3 de Construção de Campo de Pouso da Real Força Aérea Australiana e a Unidade N.º 1 Sem Fio também desembarcaram nas Filipinas e apoiaram as operações dos Estados Unidos no país, a Primeira Força Aérea Táctica invadiu alvos no sul das Filipinas a partir de bases nas Índias Orientais Neerlandesas e na Nova Guiné.
Enquanto o governo australiano ofereceu a MacArthur o I Corpo para o serviço em Leyte e Luzon, nada veio para as várias propostas para utilizá-lo na libertação dessas ilhas. O período prolongado de relativa inatividade do Exército durante 1944 levou à preocupação pública, e muitos australianos acreditavam que a Força Imperial Australiana deveria ser desmobilizada se não pudesse ser usado para operações ofensivas. Isso era politicamente embaraçoso para o governo e ajudou a motivá-lo a procurar novas áreas nas quais os militares pudessem ser empregados.

### Limpeza de Nova Guiné e as Ilhas Salomão

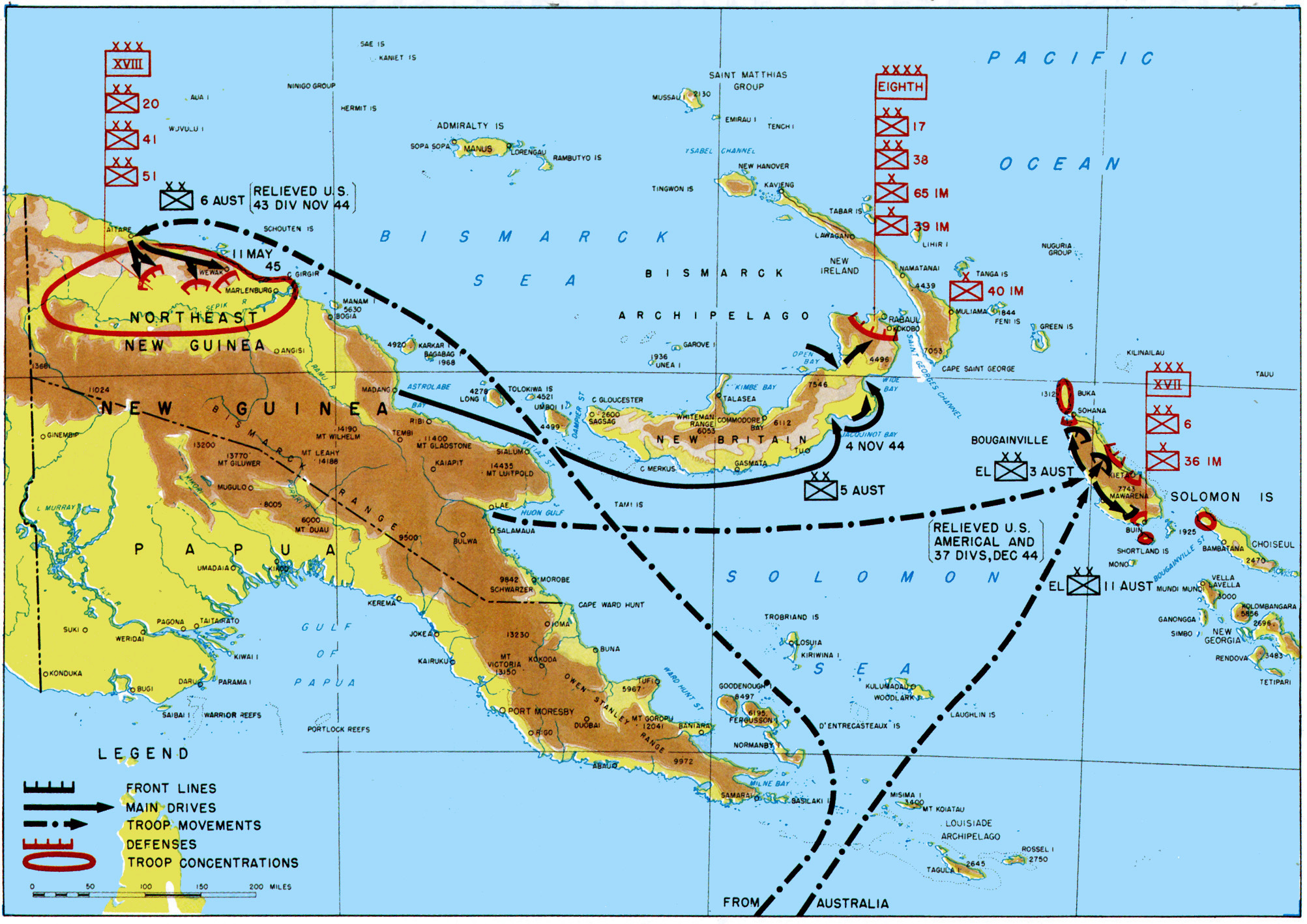
Forças do exército australiano e japonês em Nova Guiné e nas Ilhas Salomão no final de 1944.

No final de 1944, o governo australiano comprometido com doze brigadas do Exército Australiano para substituir seis divisões do Exército dos Estados Unidos que estavam desempenhando funções defensivas em Bougainville, Nova Bretanha e na área de Aitape-Wewak em Nova Guiné. Enquanto as unidades dos Estados Unidos haviam conduzido uma defesa estática de suas posições, suas substituições australianas montaram operações ofensivas destinadas a destruir as forças japonesas remanescentes nessas áreas. O valor dessas campanhas era controverso na época e permanece assim até hoje. O governo australiano autorizou essas operações por razões principalmente políticas. Acreditava-se que manter o Exército envolvido na guerra daria à Austrália maior influência em qualquer conferência de paz pós-guerra e que a libertação de territórios australianos aumentaria a influência da Austrália em sua região. Os críticos dessas campanhas argumentam que eram desnecessários o desperdício das vidas dos soldados australianos envolvidos, pois as forças japonesas já estavam isoladas e ineficazes.

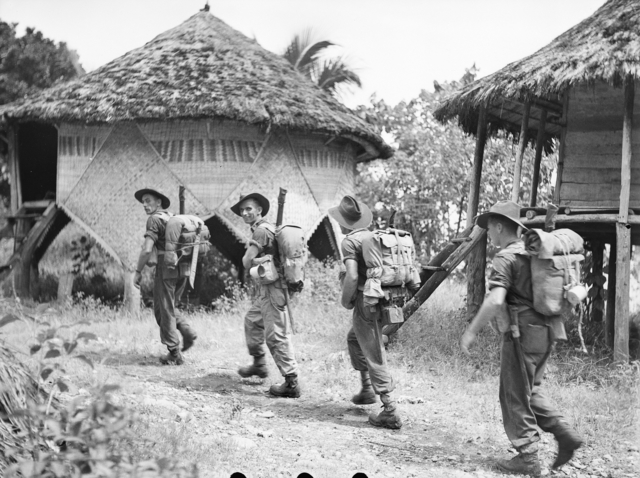
Infantaria na Baía de Wide em janeiro de 1945.

A 5.ª Divisão substituiu a 40.ª Divisão de Infantaria dos Estados Unidos na Nova Bretanha durante outubro e novembro de 1944 e continuou a Campanha da Nova Bretanha com os objetivos de proteger as bases Aliadas e confinar a grande força japonesa na ilha à área em torno de Rabaul. No final de novembro, a 5.ª Divisão estabeleceu bases mais próximas do perímetro japonês e iniciou patrulhas agressivas apoiadas pela Agência de Inteligência Aliada. A divisão conduziu desembarques anfíbios na Baía Open e a Baía de Wide na base da Península Gazelle no início de 1945 e derrotou as pequenas guarnições japonesas nessas áreas. Em abril, os japoneses estavam confinados em suas posições fortificadas na Península Gazelle pelo agressivo patrulhamento da força australiana. A 5.ª Divisão sofreu 53 mortes e 140 feridos durante esta campanha. Depois da guerra, descobriu-se que a força japonesa tinha 93 000 homens, o que era muito mais do que os 38 000 que a Inteligência Aliada estimara que restavam na Nova Bretanha.

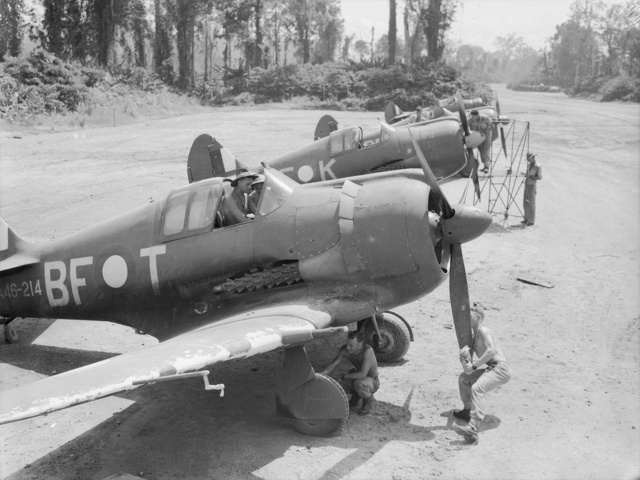
Avião australiano CAC Boomerang em Bougainville no início de 1945.

O II Corpo continuou a Campanha em Bougainville após substituir o XIV Corpo do Exército dos Estados Unidos entre outubro e dezembro de 1944. O Corpo consistia na 3.ª Divisão, 11.ª Brigada e Regimento de Infantaria de Fiji em Bougainville e a 23.ª Brigada que guarnecia as ilhas vizinhas e era apoiada pelas unidades aéreas da Real Força Aérea Australiana, Força Aérea Real da Nova Zelândia e Corpo de Fuzileiros Navais dos Estados Unidos. Enquanto o XIV Corpo manteve uma postura defensiva, os australianos conduziram operações ofensivas destinadas a destruir a força japonesa em Bougainville. Como os japoneses foram divididos em vários enclaves, o II Corpo lutou em campanhas geograficamente separadas nas partes norte, centro e sul da ilha. O foco principal era contra a base japonesa em Buin, no sul, e as ofensivas no norte e no centro da ilha estavam em grande parte suspensas a partir de maio de 1945. Enquanto as operações australianas em Bougainville continuaram até o final da guerra, grandes forças japonesas permaneceram em Buin e no norte da ilha.
A 6.ª Divisão foi designada responsável por completar a destruição do 18.º Exército Japonês, que era a última grande força japonesa remanescente na porção australiana de Nova Guiné. A divisão foi reforçada pela Reserva do Exército Australiano e unidades blindadas e começaram a chegar a Aitape em outubro de 1944. A 6.ª Divisão também foi apoiada por vários esquadrões da Real Força Aérea Australiana e navios de guerra da Marinha Real Australiana. No final de 1944, os australianos lançaram uma ofensiva em duas frentes a leste em direção a Wewak. A 17.ª Brigada avançou pelas Montanhas Torricelli, enquanto o restante da divisão se movia ao longo da costa. Embora o 18.º Exército tivesse sofrido pesadas baixas por combates e doenças, acumulou uma forte resistência e infligiu perdas significativas. O avanço da 6.ª Divisão também foi prejudicado pelas dificuldades de abastecimento e pelo mau tempo. Os australianos asseguraram a área costeira no início de maio, com Wewak sendo capturada em 10 de maio, depois que uma pequena força desembarcar a leste da cidade. No final da guerra, o 18.º Exército foi forçado a designar sua área de "último posto", que estava sob ataque da 6.ª Divisão. A Campanha Aitape–Wewak custou à Austrália 442 vidas, enquanto cerca de 9 000 japoneses morreram e outros 269 foram feitos prisioneiros.

### Campanha de Bornéu

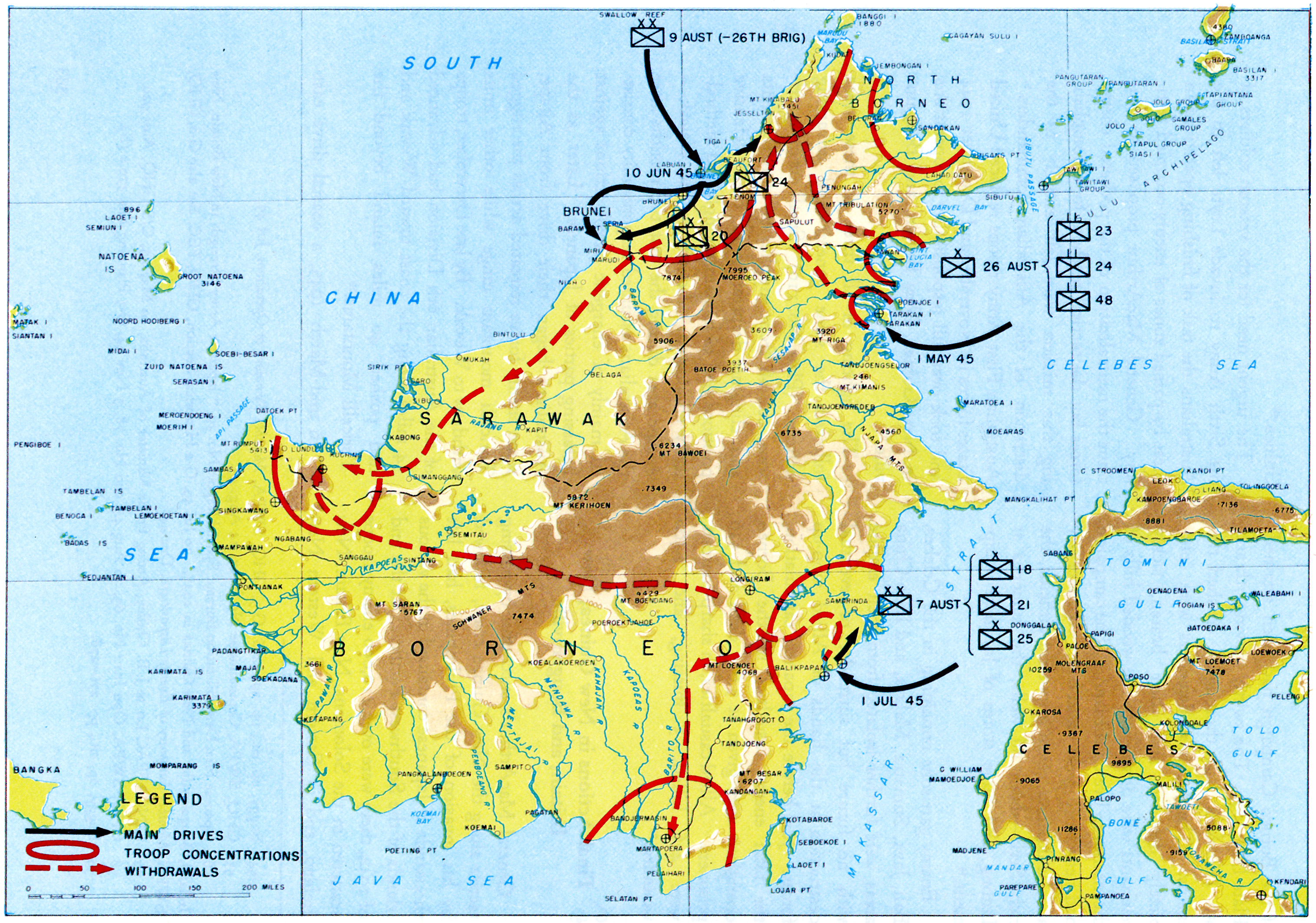
Mapa mostrando o progresso da Campanha de Bornéu.

A Campanha de Bornéu de 1945 foi a última grande campanha aliada na Frente do Sudoeste do Pacífico na Segunda Guerra Mundial. Em uma série de assaltos anfíbios entre 1 de maio e 21 de julho, o I Corpo do Exército Australiano, comandado pelo tenente-general Leslie Morshead, atacou as forças japonesas que ocupavam a ilha. Forças navais e aéreas aliadas, centradas na 7.ª Frota dos Estados Unidos sob o almirante Thomas C. Kinkaid, Primeira Força Aérea Táctica Australiana e a 13ª Força Aérea dos Estados Unidos também desempenharam papéis importantes na campanha. Os objetivos dessa campanha eram capturar os campos petrolíferos de Bornéu e a Baía de Brunei para apoiar a invasão liderada pelos Estados Unidos no Japão e a libertação da Malásia liderada pelos britânicos, que deveria ocorrer em 1945. O governo australiano não concordou com a proposta de MacArthur de estender a ofensiva para incluir a liberação de Java em julho de 1945, e sua decisão de não liberar a 6.ª Divisão para esta operação contribuiu para que ela não fosse adiante.
A campanha foi aberta em 1 de maio de 1945, quando o 26.ª Grupo de Brigada desembarcou na pequena Ilha Tarakan, na costa leste de Bornéu. O objetivo dessa operação era garantir a pista de pouso da ilha como base para apoiar os desembarques planejados em Brunei e Balikpapan. Embora se esperasse que levaria apenas algumas semanas para garantir Tarakan e reabrir a pista de pouso, a batalha intensiva na ilha durou até 19 de junho e a pista de pouso não foi aberta até 28 de junho. Como resultado, a operação é geralmente considerada como não tendo valido a pena.

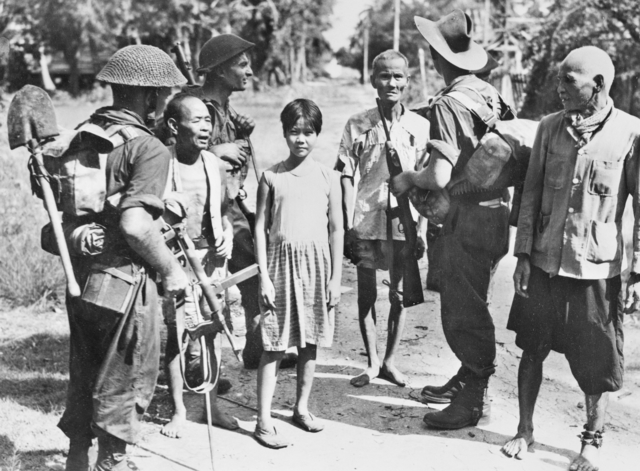
Soldados australianos e civis locais na ilha de Labuan. O soldado da esquerda está armado com uma metralhadora Owen projetada pelos australianos.

A segunda fase da Campanha de Bornéu começou em 10 de junho, quando a 9.ª Divisão realizou ataques simultâneos no noroeste da ilha de Labuan e na costa de Brunei. Enquanto Brunei foi rapidamente garantida, a guarnição japonesa em Labuan resistiu por mais de uma semana. Depois que a região da Baía de Brunei foi garantida, a 24.ª Brigada foi desembarcou em Bornéu do Norte e a 20.ª Brigada avançou ao longo da costa oeste de Bornéu, ao sul de Brunei. Ambas as brigadas avançaram rapidamente contra a fraca resistência japonesa, e a maior parte do noroeste de Bornéu foi libertada no final da guerra. Durante a campanha, a 9.ª Divisão foi atacada por combatentes indígenas que travavam uma guerra de guerrilha contra forças japonesas com o apoio de forças especiais australianas.
A terceira e última etapa da Campanha de Bornéu foi a captura de Balikpapan na costa leste central da ilha. Esta operação teve a oposição do General Blamey, que acreditava que era desnecessário, mas seguiu em frente sob as ordens de MacArthur. Após um bombardeio aéreo e naval preliminar de 20 dias, a 7.ª Divisão desembarcou perto da cidade em 1 de julho. Balikpapan e seus arredores foram garantidos após alguns combates pesados em 21 de julho, mas continuaram limpando até o final da guerra. A captura de Balikpapan foi a última operação terrestre em grande escala conduzida pelos aliados ocidentais durante a Segunda Guerra Mundial. Embora a Campanha de Bornéu tenha sido criticada na Austrália na época e, nos anos subsequentes, como inútil ou um desperdício de vidas de soldados, alcançou vários objetivos, como aumentar significativamente o isolamento das forças japonesas que ocupavam a maior parte do território as Índias Orientais Neerlandesas, capturando importantes suprimentos de petróleo e libertando prisioneiros de guerra aliados, que estavam sendo mantidos em condições de deterioração.
A liderança da Austrália mudou novamente durante a Campanha de Bornéu. O primeiro-ministro Curtin sofreu um ataque cardíaco em novembro de 1944 e o vice-primeiro-ministro Frank Forde atuou em seu lugar até 22 de janeiro de 1945. Curtin foi hospitalizado com outro surto de doença em abril de 1945 e o tesoureiro Ben Chifley se tornou o primeiro-ministro em exercício, pois Forde estava participando da Conferência de São Francisco. Forde não teve o apoio do seu partido, no entanto, foi substituído por Chifley depois de uma votação de liderança que foi realizada em 13 de julho.

### Inteligência e forças especiais

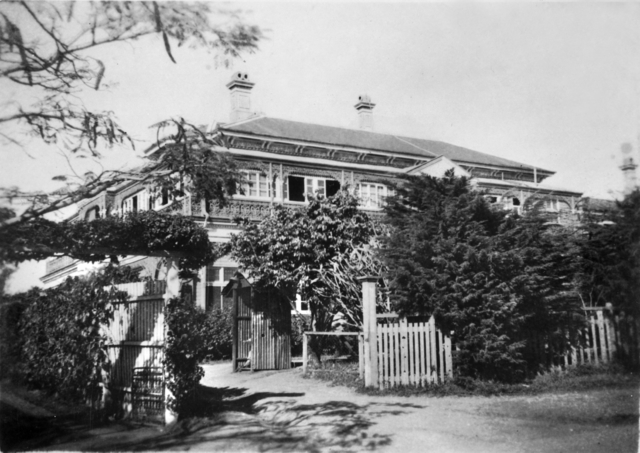
Sede da Agência Central em Ascot em Brisbane.

A Austrália desenvolveu grandes serviços de inteligência durante a guerra. Antes da eclosão da guerra, os militares australianos não possuíam instalações de coleta de informações e dependiam das informações transmitidas pelos serviços de inteligência britânicos. Várias pequenas unidades de inteligência de sinais foram estabelecidas em 1939 e 1940, que tiveram algum sucesso em interceptar e decifrar as transmissões japonesas antes do início da Guerra do Pacífico.
MacArthur começou a organizar os serviços de inteligência em grande escala logo após sua chegada na Austrália. Em 15 de abril de 1942, a Agência Central em conjunto australiano-norte-americano sinalizou que a organização de inteligência foi estabelecida em Melbourne. A sede da Agência Central se mudou para Brisbane em julho de 1942 e Manila em maio de 1945. Os australianos compunham metade da força da Agência Central, que foi expandida para mais de 4 000 funcionários em 1945. O Exército Australiano e a Real Força Aérea Australiana também forneceram a maior parte da capacidade de interceptação de rádio dos Aliados na Frente do Sudoeste do Pacífico, e o número de unidades de interceptação de rádio da Austrália foi amplamente expandido entre 1942 e 1945. A Agência Central quebrou vários códigos japoneses e as informações obtidas com essas descrições e orientação por rádio ajudaram muito as forças aliadas na Frente do Sudoeste do Pacífico.

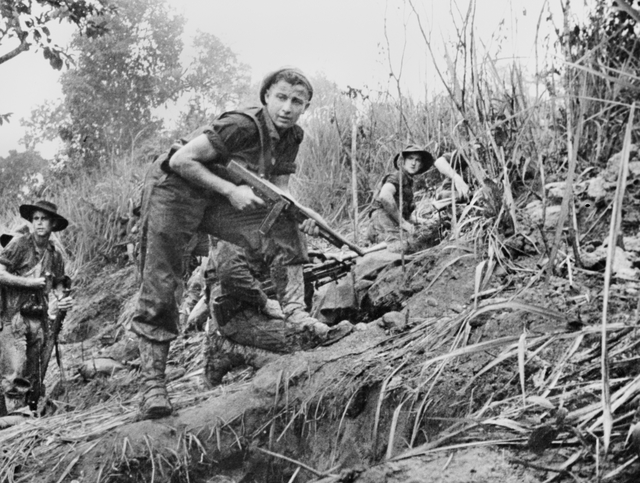
Comandos da 2/3.ª Companhia Independente na Nova Guiné em julho de 1943.

As forças especiais australianas desempenharam um papel significativo na Guerra do Pacífico. Após a eclosão de companhias de comandos de guerra, foram implantadas em Timor, Ilhas Salomão, Bismarck e a Nova Caledônia. Embora a 1.ª Companhia Independente tenha sido rapidamente esmagada quando os japoneses invadiram as Ilhas Salomão no início de 1942, a 2/2.ª e a 2/4.ª Companhia Independente empreenderam uma campanha de guerrilha em Timor que durou de fevereiro de 1942 a fevereiro de 1943, quando a força australiana foi evacuada. Outras unidades de comando também desempenharam um papel importante nas campanhas de Nova Guiné, Nova Bretanha, Bougainville e Bornéu durante a guerra, onde foram usadas para coletar informações, ataques ofensivos e garantir os flancos das operações conduzidas pela infantaria convencional.
A Austrália também formou forças de invasão e reconhecimento em pequena escala, a maioria das quais foram agrupadas como a Agência de Inteligência Aliada. A Unidade Especial Z realizou ataques muito atrás da linha de frente, incluindo uma invasão bem-sucedida em Cingapura em setembro de 1943. A Unidade Especial M eram observadores costeiros e unidades menores da Agência de Inteligência Aliada também operavam atrás de linhas japonesas para coletar informações. As unidades da Agência de Inteligência Aliada eram frequentemente usadas para apoiar as unidades do Exército Australiano e eram designadas para tarefas inadequadas, como reconhecimento tático e contato. As missões da Agência de Inteligência Aliada em Timor e na Nova Guiné Neerlandesas foram também dificultadas por serem colocadas sob o comando de impopulares administradores coloniais neerlandeses. A Real Força Aérea Australiana formou uma unidade especialmente equipada N.º 200 Flight em 1945 para apoiar essas operações, transportando e fornecendo unidades da Agência de Inteligência Aliada em áreas mantidas pelos japoneses.

### Operações contra as ilhas japonesas

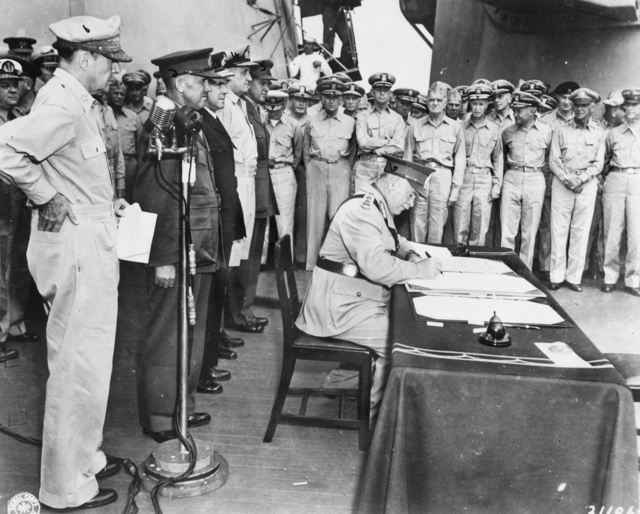
General Blamey assinando o instrumento japonês de rendição em nome da Austrália.

A Austrália desempenhou um papel menor na Campanha do Japão nos últimos meses da guerra e estava se preparando para participar da invasão do Japão no momento em que a guerra terminou. Vários navios de guerra australianos operaram com a Frota Britânica do Pacífico durante a Batalha de Okinawa e os destróieres australianos mais tarde escoltaram porta-aviões britânicos e navios de guerra durante ataques a alvos nas ilhas japonesas. Apesar de sua distância do Japão, a Austrália era a base principal da Frota Britânica do Pacífico e um grande número de instalações foram construídas para apoiar a frota.
A participação da Austrália na planejada invasão do Japão teria envolvido elementos de todos os três ramos militares como parte das forças da Commonwealth. Foi planejado para formar uma nova 10.ª Divisão a partir do pessoal existente da Força Imperial Australiana que formaria parte da Commonwealth Corps com unidades britânicas, canadenses e neozelandesas. A organização do corpo era idêntica a uma corporação do Exército dos Estados Unidos e teria participado da invasão da ilha japonesa de Honshu, programada para março de 1946. Navios australianos teriam operado com a Frota Britânica do Pacífico e a Frota do Pacífico dos Estados Unidos e dois esquadrões de bombardeiros pesados da Real Força Aérea Australiana e um esquadrão de transporte estavam programados para serem transferidos da Grã-Bretanha para Okinawa para participar do bombardeio estratégico do Japão como parte da Tiger Force. O planejamento das operações contra o Japão cessou em agosto de 1945, quando o Japão se rendeu após os bombardeios atômicos de Hiroshima e Nagasaki.
O General Blamey assinou o Instrumento de Rendição Japonês em nome da Austrália durante a cerimônia realizada a bordo do USS Missouri em 2 de setembro de 1945. Vários navios de guerra da Marinha Real Australiana estavam entre os navios aliados ancorados na Baía de Tóquio durante o processo. Após a cerimônia principal a bordo do Missouri, os comandantes de campo japoneses se renderam às forças aliadas na Frente do Pacífico. As forças australianas aceitaram a rendição de seus oponentes japoneses em cerimônias conduzidas em Morotai, várias localidades em Bornéu, Timor, Wewak, Rabaul, Bougainville e Nauru.

## Australianos em outras frentes
Além das principais implementações, unidades militares australianas e homens e mulheres serviram em outras frentes da guerra, tipicamente como parte das forças da Commonwealth lideradas pelos britânicos. Cerca de 14 000 australianos também serviram na Marinha Mercante e em navios tripulados em muitas áreas do mundo.

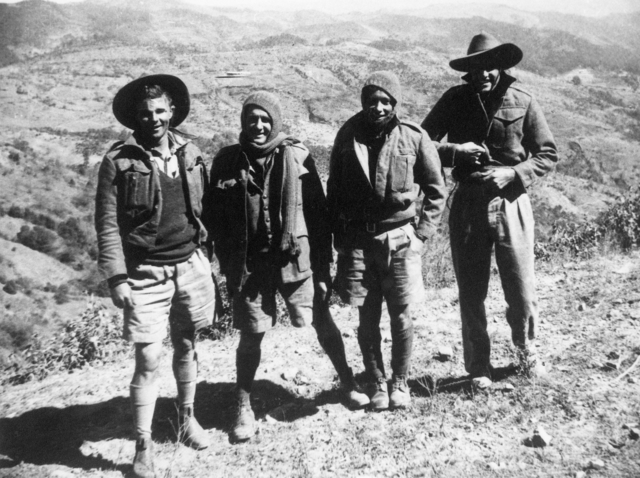
4 membros do contingente australiano na Missão 204 na Província de Yunnan, China, em 1942.

A Austrália desempenhou um papel menor nas campanhas lideradas pelos britânicos contra as posses coloniais da França de Vichy na África. No final de setembro de 1940, o cruzador pesado Australia participou da fracassada tentativa britânica de capturar Dacar, na qual ela afundou um contratorpedeiro da França de Vichy. O governo australiano não foi informado do envolvimento do cruzador nesta operação antes da batalha e reclamou ao governo britânico. Três contratorpedeiros australianos também participaram da invasão de Madagascar em setembro de 1942. Mais perto de casa, Adelaide desempenhou um papel significativo em garantir que a Nova Caledônia ficasse sob controle da França Livre em setembro de 1940, escoltando um governador francês pró-Livre para Nouméa e tomando posição fora da cidade durante os protestos populares que resultaram na substituição do governo pro-Vichy.
Navios de guerra australianos serviram no Mar Vermelho e no Golfo Pérsico durante a maior parte da guerra. De junho a outubro de 1940, o Hobart participou da Campanha da África Oriental e desempenhou um papel importante na evacuação bem-sucedida de Berbera. Em maio de 1941, Yarra apoiou uma operação em que as tropas Gurkha foram desembarcadas perto de Basra durante a Guerra Anglo-Iraquiana. Em agosto de 1941, Yarra e Kanimbla participaram da Invasão anglo-soviética do Irã, com Yarra afundando o navio iraniano Babr, perto de Kohorramshahr e o Kanimbla desembarcando tropas de desembarque em Bandar Shapur. Uma dúzia de corvetas da classe Bathurst também escoltaram os navios aliados no Golfo Pérsico durante 1942.
Enquanto a maioria das unidades australianas na Frente do Sudoeste do Pacífico, centenas de australianos foram colocados em unidades britânicas na Birmânia e na Índia. Entre eles, 45 homens da 8.ª Divisão que se ofereceram para treinar guerrilheiros chineses com a Missão Britânica 204 no sul da China e serviram ali de fevereiro a setembro de 1942. Centenas de australianos também serviram com unidades da Força Aérea Real Britânica na Índia e na Birmânia, embora nenhuma unidade da Real Força Aérea Australiana tenha sido implantada nesta frente. Em maio de 1943, cerca de 330 australianos estavam servindo em 41 esquadrões na Índia, dos quais apenas 9 tinham mais de 10 australianos. Além disso, muitas das corvetas e contratorpedeiros da Marinha Real Australiana serviram com a Frota Oriental Britânica, onde normalmente eram usadas para proteger comboios no Oceano Índico contra-ataques de submarinos japoneses e alemães.

## Prisioneiros de guerra

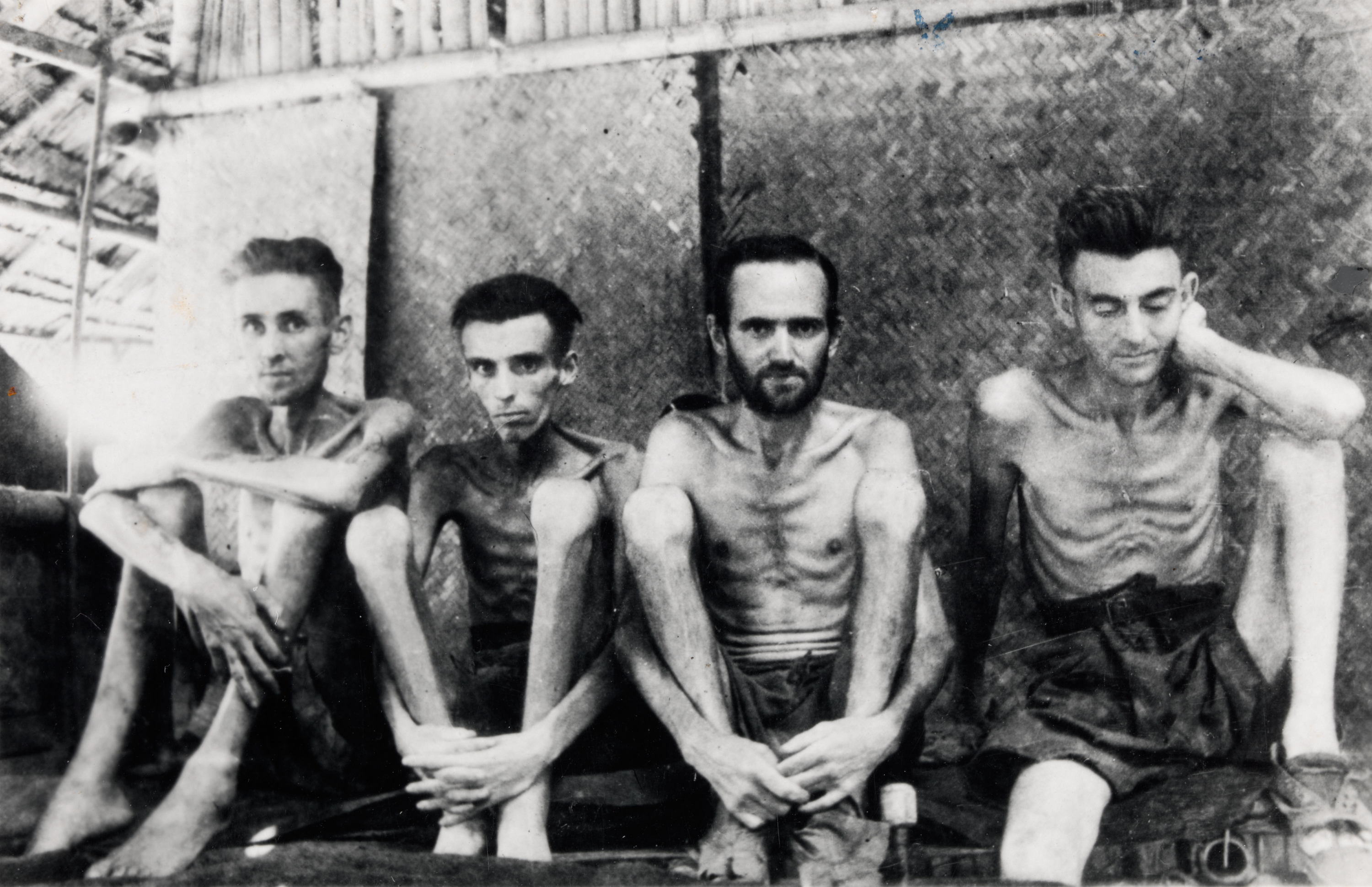
Prisioneiros de guerra, australianos e neerlandeses em Tarsau, Tailândia em 1943.
A Austrália declarou guerra à Tailândia em 2 de março de 1942 e um Tratado de Paz Australiano-Tailandês foi assinado em 3 de abril de 1946.

Pouco menos de 29 000 australianos foram feitos prisioneiros pelo Eixo durante a guerra. Apenas 14 000 dos 21 467 prisioneiros australianos capturados pelos japoneses sobreviveram ao cativeiro. A maioria das mortes em cativeiro foi devida a desnutrição e doença.
Os 8 000 australianos capturados pela Alemanha e a Itália foram geralmente tratados de acordo com as Convenções de Genebra. A maioria desses homens foi tomada durante os combates na Grécia e Creta em 1941, com o segundo maior grupo sendo 1 400 aviadores abatidos sobre a Europa. Como outros prisioneiros de guerra aliados ocidentais, os australianos foram mantidos em campos permanentes na Itália e na Alemanha. Quando a guerra se aproximava do fim, os alemães deslocaram muitos prisioneiros para o interior do país para evitar que fossem libertados pelos exércitos aliados que avançavam. Estes movimentos foram feitos frequentemente através de marchas forçadas em clima severo e resultaram em muitas mortes. Quatro australianos também foram executados após uma fuga em massa de Stalag Luft III em março de 1944. Enquanto os prisioneiros australianos sofreram uma maior taxa de mortalidade em cativeiro alemão e italiano do que os seus homólogos na Primeira Guerra Mundial, foi muito menor do que a taxa sofrida sob internamento japonês.

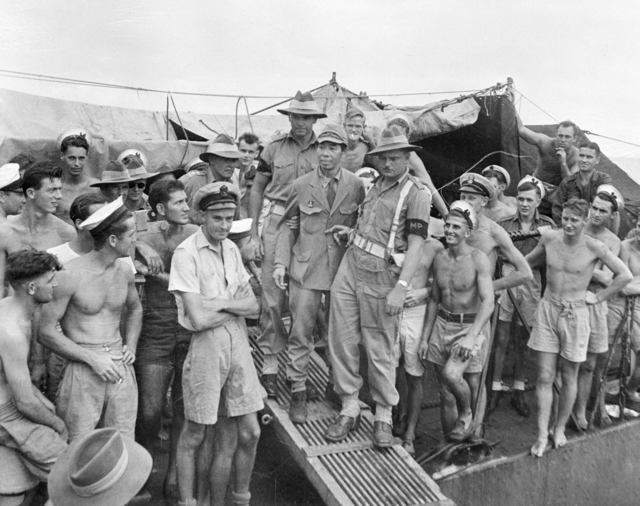
O intérprete japonês encarregado dos prisioneiros de guerra australianos em Ambon chegando a Morotai em outubro de 1945.

Como outros aliados capturados pelos japoneses, a maioria dos milhares de australianos capturados nos primeiros meses de 1942, durante as conquistas da Malásia, Singapura, Índias Orientais Neerlandesas e Nova Bretanha, foram realizadas em condições adversas. Os australianos foram mantidos em acampamentos na região da Ásia-Pacífico e muitos passaram por longas viagens em navios superlotados. Enquanto a maioria dos prisioneiros de guerra australianos que morreram em cativeiros japoneses foram vítimas de desnutrição e doenças deliberadas, centenas foram deliberadamente mortos por seus guardas. A Ferrovia Birmânia-Tailandesa foi a mais notória das experiências de prisioneiros de guerra, já que 13 000 australianos trabalharam nela várias vezes durante 1942 e 1943, juntamente com milhares de outros prisioneiros de guerra e asiáticos aliados recrutados pelos japoneses; quase 2 650 australianos morreram lá. Milhares de prisioneiros de guerra australianos também foram enviados para as ilhas japonesas onde trabalhavam em fábricas e minas em condições geralmente adversas. Os prisioneiros de guerra mantidos em campos em Ambon e Bornéu sofreram as maiores taxas de mortalidade; 77% dos que morreram foram em Ambon e poucos dos 2 500 prisioneiros australianos e britânicos em Bornéu sobreviveram; quase todos foram mortos por excesso de trabalho e uma série de marchas da morte em 1945.
O tratamento dos prisioneiros de guerra levou muitos australianos a permanecerem hostis em relação ao Japão depois da guerra. As autoridades australianas investigaram os abusos contra os prisioneiros de guerra aliados na zona de responsabilidade do país após a guerra, e os guardas que supostamente teriam maltratado os prisioneiros estavam entre os julgados pelos julgamentos de crimes de guerra administrados pela Austrália.
Milhares de prisioneiros de guerra do Eixo foram mantidos na Austrália durante a guerra. Um total de 25 720 prisioneiros de guerra foram feitos na Austrália: 18 432 italianos, 5 637 japoneses e 1 651 alemães. Esses prisioneiros foram abrigados em campos construídos para o propósito e tratados de acordo com as Convenções de Genebra. Um total de 16 798 civis também foram internados. Estes incluíam 8 921 "estrangeiros inimigos" residentes na Austrália, enquanto o restante eram civis enviados à Austrália para serem internados por outros países aliados. Na manhã de 5 de agosto de 1944, aproximadamente metade dos 1 104 japoneses mantidos em um acampamento perto de Cowra, Nova Gales do Sul, tentaram escapar. Os prisioneiros dominaram seus guardas e mais de 400 atravessaram as cercas de arame; no entanto, cada fugitivo foi recapturado ou morto em 10 dias.

## Frente doméstica

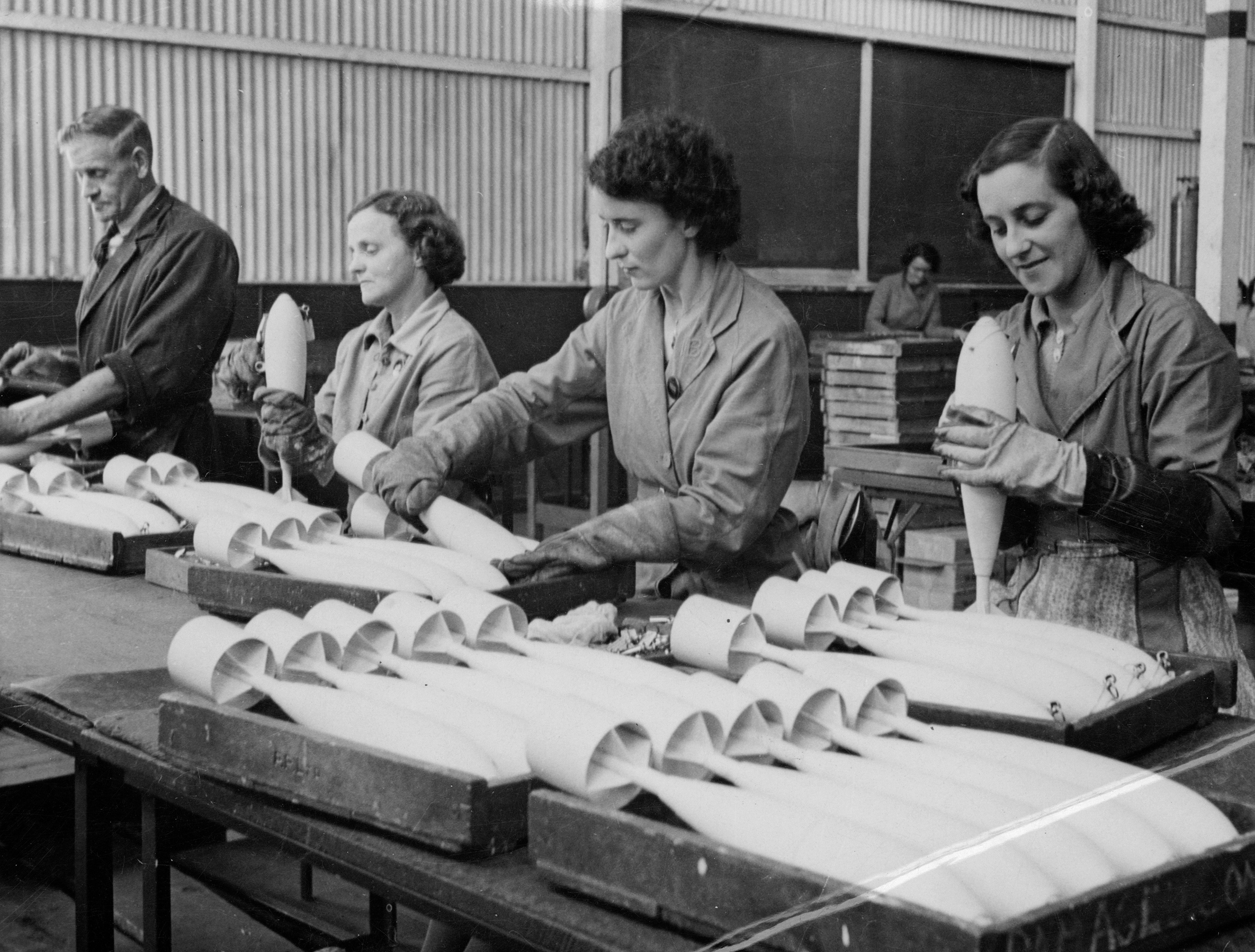
Trabalhadores inspecionando bombas de treinamento em uma fábrica no sul da Austrália durante 1943.

Durante a guerra, o governo australiano expandiu seus poderes para direcionar melhor o esforço de guerra, e os recursos industriais e humanos da Austrália se concentraram no apoio às forças armadas Aliadas. A expansão dos poderes do governo começou em 9 de setembro de 1939, quando a Lei de Segurança Nacional se tornou lei. Este ato permitiu que o governo introduzisse o recrutamento industrial, homens e mulheres foram requisitados em indústrias essenciais. O racionamento foi introduzido pela primeira vez em 1940 e foi grandemente expandido em 1942. O governo também encorajou fortemente a austeridade e os títulos de guerra como meio de reduzir a demanda por recursos escassos.
As políticas governamentais para desenvolver indústrias relacionadas à guerra foram bem-sucedidas no aumento da sofisticação do setor industrial e da autossuficiência da Austrália na maioria das categorias de armas. Nas décadas que antecederam a guerra, sucessivos governos australianos forneceram subsídios, tarifas e outros incentivos para estimular o desenvolvimento de setores manufatureiros relacionados aos militares, como a produção de aeronaves, automóveis, eletrônicos e produtos químicos. Estas indústrias secundárias foram integradas em uma economia de guerra durante 1940 e 1941 e foram capazes de atender a maioria das necessidades do Exército em 1942. Os esforços liderados pelo governo para desenvolver e fabricar tecnologia avançada tiveram alguns sucessos notáveis, incluindo o desenvolvimento de conjuntos de radares leves, dispositivos ópticos para artilharia e equipamentos adaptados para uso nos trópicos. A indústria australiana também desenvolveu novas armas que foram produzidas em massa para as forças armadas, incluindo a submetralhadora Owen e uma versão abreviada da Ordnance QF 25-pounder Short. Além disso, cientistas australianos e empresas farmacêuticas fizeram avanços importantes no tratamento de doenças tropicais. Nem todos os projetos de desenvolvimento foram bem-sucedidos: os esforços para desenvolver um tanque australiano (o Sentinel) não cessaram até que se tornasse obsoleto e desnecessário, e o desenvolvimento de aviões avançados de bombardeiros e caças (o CAC Woomera e o CAC CA-15 respectivamente) projetados pela Austrália e abandonados, pois os motores que essas aeronaves requeriam, não estavam disponíveis e projetos americanos e britânicos adequados foram produzidos sob licença.

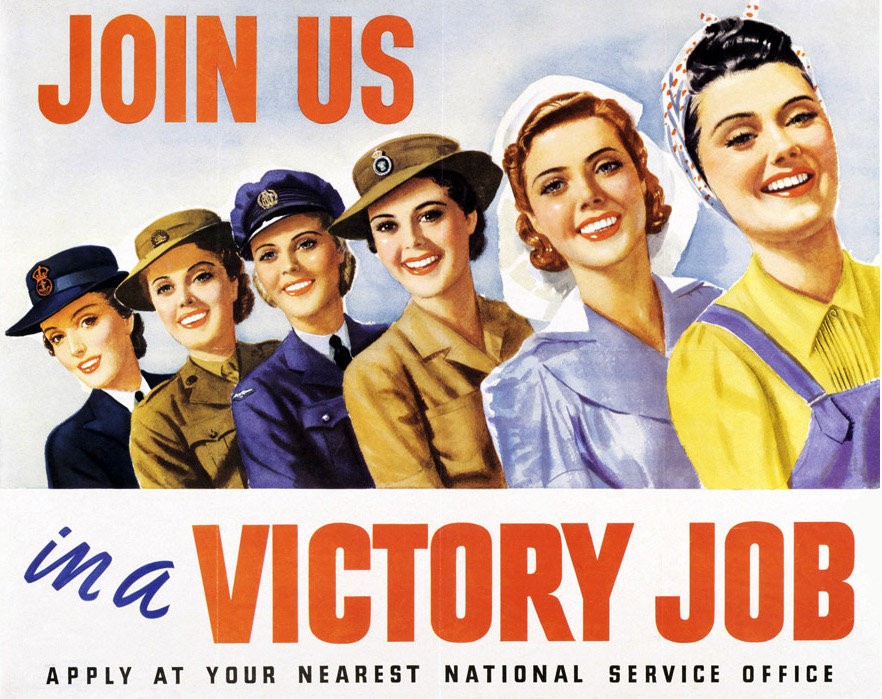
As mulheres australianas foram incentivadas a participar do esforço de guerra.

A expansão maciça dos militares levou a uma escassez crítica de trabalhadores do sexo masculino e aumentou a participação feminina na força de trabalho. O número de mulheres australianas em empregos remunerados aumentou de 644 000 em 1939 para 855 000 em 1944. Enquanto isso foi apenas um aumento de 5 pontos percentuais na proporção de todas as mulheres australianas que estavam trabalhando, um grande número de mulheres passou de papéis tradicionalmente "femininos", como empregadas domésticas, para papéis "masculinos" na indústria. Os ramos femininos das forças armadas foram estabelecidos em 1941 e, em 1944, quase 50 000 mulheres estavam servindo no Women's Royal Australian Naval Service, Australian Women's Army Service e na Women's Auxiliary Australian Air Force. Milhares de pessoas serviram com o Australian Women's Land Army ou empreenderam trabalhos de guerra voluntários. A escassez de mão-de-obra se tornou uma questão econômica cada vez mais significativa no final da guerra, e os militares australianos foram reduzidos em tamanho a partir de 1944 para liberar pessoal para as indústrias de guerra e a economia civil.
O recrutamento industrial e o impulso para aumentar a produtividade levaram a um grau crescente de agitação industrial ao longo do tempo. Muitos trabalhadores foram obrigados a trabalhar longas horas em más condições e não foram capazes de mudar seu emprego devido às leis de mão de obra. As más condições de trabalho foram exacerbadas pelas medidas de austeridade do governo, reduzindo o padrão de vida dos trabalhadores. Como resultado, greves e outras formas de protesto interromperam a produção australiana, especialmente a partir de 1943. Esses protestos atraíram críticas consideráveis de outros civis e membros das forças armadas. Em maio de 1943, o governo introduziu políticas que permitiram que os trabalhadores que estavam realizando ações industriais ilegais fossem recrutados para o serviço militar, mas isso teve pouco impacto devido à escassez de mão de obra qualificada nas indústrias mais propensas a disputas industriais.
A Segunda Guerra Mundial marcou o início de um longo período de crescimento econômico australiano. A guerra aumentou muito o tamanho e a importância do setor manufatureiro australiano e estimulou o desenvolvimento de indústrias tecnologicamente mais avançadas. Como parte dessa tendência, muitos trabalhadores adquiriram níveis de qualificação relativamente altos e as taxas de participação feminina na força de trabalho aumentaram bastante. Muitas mulheres foram expulsas de indústrias tradicionalmente dominadas pelos homens depois da guerra.

## Depois da guerra

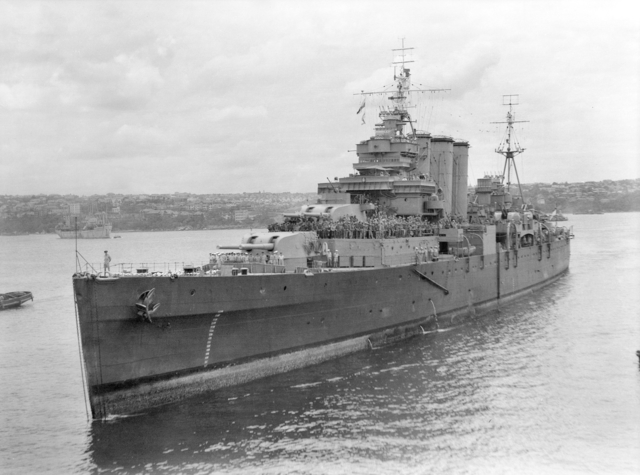
HMAS Shropshire chegando em Sydney em novembro de 1945 carregando soldados que serviram.

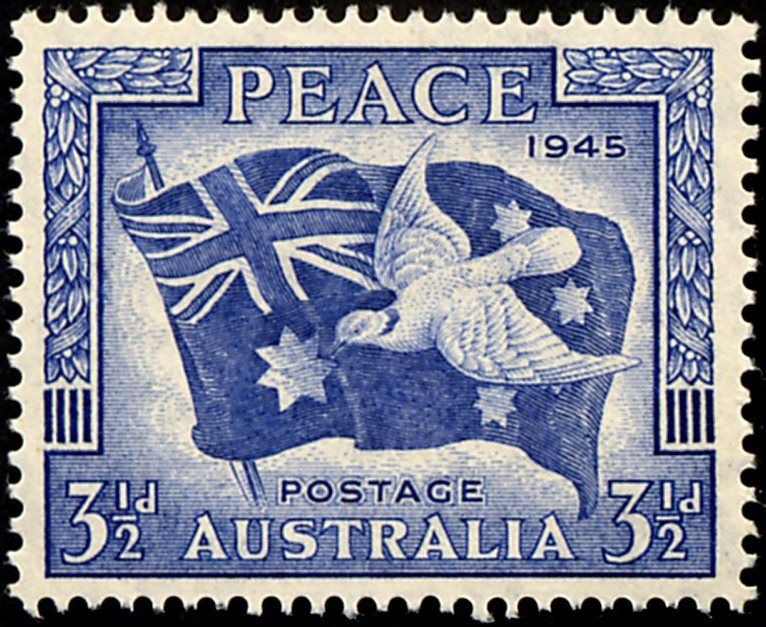
selo australiano emitido em 1945 em comemoração ao final da guerra.

A Segunda Guerra Mundial custou milhares de vidas australianas e consumiu uma grande parte da renda nacional. Durante a guerra, 27 073 membros das forças armadas australianas foram mortos, morreram de ferimentos ou morreram enquanto eram prisioneiros de guerra. Destes, 9 572 foram mortos na guerra contra a Alemanha e a Itália e 17 501 na guerra contra o Japão. Prisioneiros de guerra detidos pelos japoneses constituíram quase metade das mortes da Austrália no Pacífico. Pelo menos 386 marinheiros civis australianos foram mortos durante a guerra. O gasto total australiano com a guerra foi de £ 2 949 380 000 e no seu auge em 1942-1943, os custos militares representaram 40,1% da renda nacional.
Nos meses que se seguiram à guerra, as autoridades australianas foram responsáveis pela administração de todo o Bornéu e das Índias Orientais Neerlandesas a leste de Lombok até que os governos coloniais britânicos e neerlandeses fossem restabelecidos. Enquanto as forças britânicas e indianas no oeste das Índias Orientais Neerlandesas foram apanhadas na Revolução Nacional da Indonésia, os australianos foram capazes de evitar confrontos com nacionalistas locais. As forças australianas também foram responsáveis por proteger os 344.000 japoneses remanescentes nos territórios das Índias Orientais Neerlandesas e na Austrália e administrar julgamentos de crimes de guerra nessas áreas. Uma força voluntária foi formada como contribuição da Austrália para a Força de Ocupação da Commonwealth Britânica no Japão, e a Austrália forneceu a sede da Força de Ocupação da Commonwealth Britânica e uma alta proporção de seu pessoal. Essa força mais tarde formou o núcleo do Exército Australiano do pós-guerra, que incluiu unidades de combate permanentes pela primeira vez.
O Exército Australiano foi rapidamente desmobilizado após a rendição japonesa. No final da guerra, os militares tinham uma força de quase 600 000 soldados, dos quais 224 000 estavam servindo no Pacífico e 20 000 na Grã-Bretanha e em outros lugares. O planejamento da desmobilização havia começado no final de 1942, com o esquema final sendo aprovado pelo governo em março de 1945. A desmobilização geral começou em 1 de outubro de 1945 e foi concluída em fevereiro de 1947. O processo geralmente corria bem, embora houvesse protestos por atrasos em Morotai e Bougainville. Os soldados receberam treinamento enquanto esperavam pela desmobilização e o governo oferecia assistência pós-desmobilização com emprego, empréstimos, educação e outros benefícios. As mulheres de serviço receberam assistência semelhante às suas contrapartes masculinas, mas foram colocadas sob pressão para retornar aos papéis familiares 'tradicionais'.
A Segunda Guerra Mundial levou a mudanças significativas na sociedade australiana. Economicamente, a guerra acelerou o desenvolvimento da indústria manufatureira da Austrália e levou a uma grande queda no desemprego. O impacto da Segunda Guerra Mundial mudou a sociedade australiana e contribuiu para o desenvolvimento de uma sociedade mais cosmopolita em que as mulheres pudessem desempenhar um papel maior. A guerra também resultou em uma maior maturidade na abordagem da Austrália aos assuntos internacionais, como demonstrado pelo desenvolvimento de uma política externa mais independente e pelo incentivo à imigração em massa após a guerra.